# سلالة (رياضة)

سلالة (رياضة) في الرياضة، السلالة هي فريق أو فرد يهيمن على رياضتهم أو الدوري لفترة طويلة من الزمن. عادةً ما تحتفظ بعض الدوريات بقوائم رسمية للسلالات، غالبًا كجزء من قاعة المشاهير، ولكن في كثير من الحالات، يكون ما إذا كان الفريق أو الفرد قد حقق سلالة ما أمرًا شخصيًا. يمكن أن يؤدي هذا إلى موضوع نقاش متكرر بين عشاق الرياضة بسبب عدم وجود توافق في الآراء والاتفاق على العديد من المتغيرات والمعايير المختلفة التي قد يستخدمها المشجعون لتحديد السلالة الرياضية. تصف ميريام ويبستر السلالة بأنها "امتياز رياضي له سلسلة طويلة من المواسم الناجحة". في نفس الرياضة، أو حتى في نفس الدوري، قد تكون السلالات متزامنة مع بعضها البعض.

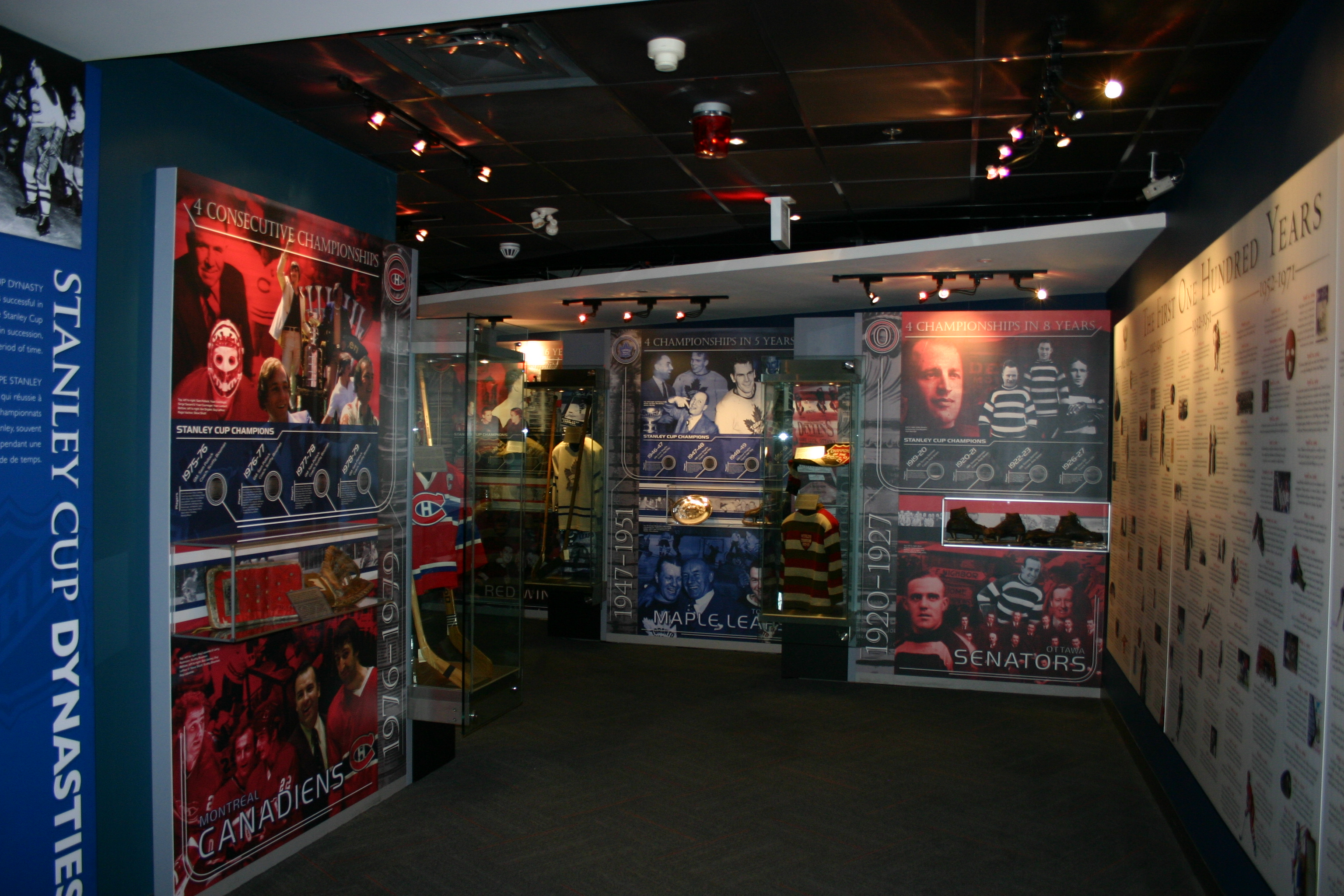
معروضات عن مختلف سلالات كأس ستانلي في قاعة مشاهير الهوكي

## اتحاد كرة القدم

### النادي

#### الدوري الأمريكي لكرة القدم
- دي سي يونايتد، من 1996 إلى 1999 (ثلاث بطولات الدوري الأمريكي في أربع سنوات ودرعين للمشجعين). بالإضافة إلى بطولة MLS، فاز دي سي يونايتد بألقاب أمريكية وإقليمية أخرى خلال هذا الوقت. في عام 1996 فاز دي سي يونايتد بكأس لامار هانت للولايات المتحدة المفتوحة وفي عام 1998 فاز دي سي يونايتد بكأس أبطال الكونكاكاف كأفضل فريق في أمريكا الشمالية وفي وقت لاحق من نفس العام فاز بكأس إنترأمريكان ضد أبطال أمريكا الجنوبية.[5]
- لوس أنجلوس جالاكسي، من 2009 إلى 2015 (ثلاث بطولات الدوري الأمريكي لكرة القدم في أربع سنوات ولقبين لدرع المشجعين كفريق صاحب المركز الأول في الموسم العادي. بالإضافة إلى ذلك، يمتلك الفريق أربعة ألقاب في القسم الغربي ويمتلك لاعبين رائعين مثل ديفيد بيكهام ولاندون دونوفان وروبي كين.

##### الدوري الأرجنتيني الممتاز
بوكا جونيورز (1998 إلى 2008). في "عصرهم الذهبي" ، فاز فريق زينيز، بقيادة ريكيلمي، باليرمو، تيفيز، من بين آخرين، بسبع بطولات محلية (خمسة بطولة تورنيو واثنتين تورنيو كلاوسورا)، وأربعة كأس ليبرتادوريس (2000، 2001، 2003 و2007)، وكأس كوبا مرتين. سوداميريكانا ( 2004 و2005 )، ثلاث مرات ريكوبا سوداميريكانا (2005، 2006 و2008)، وكأس الانتركونتيننتال مرتين (2000 و2003).

###### الدوري البيلاروسي الأعلى
فاز باتي بوريسوف بـ 13 بطولة وطنية متتالية من 2006 إلى 2018 وأصبح النادي البيلاروسي الأول والوحيد الذي شارك في مرحلة المجموعات بدوري أبطال أوروبا (2008/09، 2011/12، 2012/13، 2014/15، 2015/16).

###### الدوري البرازيلي
- سانتوس في أواخر الخمسينيات، والستينيات بأكملها، وأوائل السبعينيات. خلال تلك الفترة، أصبح الفريق بقيادة أمثال بيليه وبيبي وزيتو وجيلمار، معروفًا باسم Os Santásticos) The Santastics). لقد فازوا بكأس تاسا برازيل وتورنيو روبرتو جوميز بيدروسا (أوائل البطولة البرازيلية) ست مرات في ثمانية مواسم بين عامي 1961 و1968، وكأس ليبرتادوريس وكؤوس الانتركونتيننتال على التوالي في عامي 1962 و1963 و12 بطولة لولاية ساو باولو بين عام 1955. و 1973. وكان النادي أيضا مساهما رئيسيا من اللاعبين في المنتخب البرازيلي الذي فاز بثلاثة ألقاب لكأس العالم أعوام 1958 و1962 و1970.
- كروزيرو في أواخر الستينيات وأوائل السبعينيات. فاز النادي ببطولة برازيلية واحدة (1966) وكأس ليبرتادوريس واحدة (1976)، وظهر في ثلاث مباريات نصف نهائية متتالية في ليبرتادوريس وأربع نهائيات للبطولات الوطنية، وفاز أيضًا بتسع بطولات ولاية ميناس جيرايس.
- فلامنجو في الثمانينات. بقيادة زيكو ويضم لاعبين مثل جونيور وأندرادي ولياندرو، فاز الفريق بثلاث بطولات برازيلية، واحدة بكأس أونياو، واحدة بكأس ليبرتادوريس وواحدة بكأس الإنتركونتيننتال بين عامي 1980 و1987.
- بالميراس في الستينيات وأوائل السبعينيات. خلال تلك الفترة، أصبح النادي يعرف باسم "أكاديمية كرة القدم"، نسبة إلى الفريقين الكبيرين اللذين جمعهما. فازت الأكاديمية الأولى، في الستينيات، بأربع بطولات برازيلية، وثلاث بطولات لولاية ساو باولو، وبطولة إقليمية واحدة في ريو ساو باولو، وأصبحت أول فريق برازيلي يصل إلى نهائي كأس ليبرتادوريس، في عام 1961 (خسر أمام بينيارول. فازت الأكاديمية الثانية، في أوائل السبعينيات، ببطولتين متتاليتين للبرازيل في عامي (1972-1973) وبطولتين لولاية ساو باولو. ومن بين اللاعبين البارزين الذين كانوا جزءًا من تلك الفرق أديمير دا جويا، دجالما سانتوس، إيمرسون لياو، لويس بيريرا وجوليو بوتيلهو.
- ساو باولو في 2000s. فاز الفريق بكأس ليبرتادوريس وكأس العالم للأندية FIFA في عام 2005 وأصبح أول فريق في عصر البطولة البرازيلية يفوز باللقب الوطني لثلاثة مواسم متتالية (2006 و2007 و2008). بصرف النظر عن ذلك، تأهل ساو باولو إلى كأس ليبرتادوريس من خلال البطولة البرازيلية لمدة سبعة مواسم متتالية (2004-2010)، وهو أيضًا رقم قياسي وطني. خلال تلك الفترة، كان الفريق تحت قيادة حارس المرمى روجيريو سيني وضم لاعبين مميزين مثل دييغو لوغانو وميراندا وهيرنانيس.
- إنترناسيونال في السبعينيات. فاز الفريق ببطولة البرازيل أعوام 1975 و1976 و1979، ولم يخسر الفريق الأخير مرة واحدة - وهو الموسم الأول والوحيد حتى الآن الذي لم يهزم في عصر البطولة البرازيلية. وصل النادي أيضًا إلى نهائي كأس ليبرتادوريس عام 1980 وفاز بـ 13 بطولة من أصل 16 بطولة لولاية ريو غراندي دو سول بين عامي 1969 و1984. وكان من بين اللاعبين الكبار في تلك الفترة باولو روبرتو فالكاو، إلياس فيغيروا، باولو سيزار كاربيجياني وفالدوميرو.

###### الدوري الكندي الممتاز
فورج إف سي، 2019 إلى 2023. بقيادة المدرب الرئيسي والمدير الرياضي بوبي سميرنيوتيس، وصل نادي فورج إلى نهائيات الدوري خمس مرات في خمس سنوات، وفاز بأربع بطولات الدوري الكندي الممتاز. خلال هذه الحقبة، فاز النادي أيضًا بدرع CPL مرة واحدة في عام 2021.

###### الفئة الكولومبية Primera A
- فاز نادي ميلوناريوس في الخمسينيات بأربع بطولات دوري، ثلاث منها متتالية. كما فازوا بأربعة ألقاب متتالية في الستينيات، وكوبا كولومبيا في عامي 1962 و1963. فاز ألفريدو دي ستيفانو بثلاثة ألقاب للدوري موسم 1949-1952. كأس بوداس دي أورو ديل ريال مدريد في عام 1952، وكذلك كأس كولومبيا وكأس العالم بيكينا في عام 1953.
- أمريكا دي كالي : بين عامي 1979 و1986 فاز بستة بطولات دوري، خمس منها متتالية في الفترة من 1982 إلى 1986. خلال هذه السنوات أرسلوا ويلينجتون أورتي، ألكسندر إسكوبار جانيان، أنتوني دي أفيلا ، روبرتو كابانياس، ريكاردو جاريكا، وخوليو سيزار فالسيوني . في أوائل العقد الأول من القرن الحادي والعشرين، فازوا بثلاث بطولات دوري أخرى متتالية من عام 2000 إلى عام 2002، وكأس سيوداد فينيا ديل مار في عام 2000، وكوبا سكاي في عام 2001. خلال هذه السنوات كان لديهم بعض من أفضل المواهب الكولومبية الشابة في فريقهم، ومن بينهم فابيان أندريس فارغاس وروبنسون زاباتا وديفيد فيريرا وجيرسون غونزاليس وخايرو كاستيلو. في عام (2008) فازوا بآخر بطولة دوري وكأس كافام. على المستوى الدولي، احتلوا المركز الثاني في كأس ليبرتادوريس لمدة ثلاث سنوات متتالية من 1985 إلى 1987. في عام 1996، صنف الاتحاد الدولي لتاريخ وإحصائيات كرة القدم (IFFHS) فريق أمريكا دي كالي على أنه ثاني أفضل فريق في العالم لهذا العام، ولم يتغلب عليه سوى بطل العالم آنذاك يوفنتوس.[9]
- أتلتيكو ناسيونال: بين عامي 2005 و2007، بعد أن قرر الدوري تقسيم العام إلى فصلين دراسيين، فاز أتلتيكو ناسيونال بثلاث بطولات. اثنان منهم يعودان إلى الوراء في عام 2007.

###### الدوري الإنجليزي الدرجة الأولى والدوري الممتاز
ليفربول بين عامي 1972 و1990. خلال تلك السنوات الثمانية عشر، أصبح النادي بطلًا للغة الإنجليزية في إحدى عشرة مناسبة، تحت التوجيه المتتالي لبيل شانكلي، بوب بيزلي، جو فاجان وكيني دالجليش. وكانت الألقاب المحلية الأخرى التي فاز بها الفريق خلال هذه الفترة هي كأس الاتحاد الإنجليزي أعوام 1974 و1986 و1989 وكأس الدوري، التي فاز بها في أربع مناسبات متتالية من 1981 إلى 1984. امتدت هذه الهيمنة إلى المسرح الأوروبي، بدءًا من موسم 1972–73 عندما فاز النادي بكأس الاتحاد الأوروبي من الدرجة الثانية. وصل المزيد من النجاح في هذه المسابقة في 1975–76، قبل أن يبدأ ليفربول في سلسلة من أربعة انتصارات بكأس أوروبا بين 1976–77 و1983–84. لم يحقق أي ناد إنجليزي آخر مثل هذا النجاح في مسابقة الأندية الأوروبية الأولى منذ ذلك الحين. وصل ليفربول إلى أفضل أوقاته في موسم 1983–84 عندما أصبح، تحت قيادة جو فاجان، أبطالًا للغة الإنجليزية بينما فاز أيضًا بكأس الدوري ونهائي كأس أوروبا ضد روما.
- أنشأ مانشستر يونايتد واحدة من أكبر السلالات التي استمرت منذ بداية الدوري الإنجليزي الممتاز في 1992–93 إلى 2012–13 . بعد ستة مواسم من إعادة بناء السير أليكس فيرجسون للنادي، فاز الفريق بأول لقب للدوري الإنجليزي الممتاز على الإطلاق، والذي كان أيضًا لقبه الثامن في الدوري الممتاز. كان هذا الانتصار مجرد بداية للهيمنة، حيث فاز النادي بلقب الدوري اثني عشر مرة أخرى، مسجلاً رقماً قياسياً جديداً في اللغة الإنجليزية بـ 20 لقباً من الدرجة الأولى. كما رفع مانشستر يونايتد كأس الاتحاد الإنجليزي خلال هذه الفترة بانتصاراته في أعوام 1993–94 ، 1995–96 ، 1998–99 و2003–04 . علاوة على ذلك، أصبح يونايتد بطل أوروبا مرتين خلال تلك الفترة الزمنية، بالإضافة إلى الوصول إلى النهائيين الآخرين. فازوا بدوري أبطال أوروبا في موسم 1998–99 (أكملوا ثلاثية لقب الدوري وكأس الاتحاد الإنجليزي وكأس أوروبا) و2007–08 . خلال هذا الوقت، أنهى النادي ما لا يقل عن المركز الثالث في كل موسم من الدوري الإنجليزي الممتاز.[10]
- شهد أرسنال فترة من النجاح والهيمنة المستمرة من 1997–98 إلى 2005–06. شهدت هذه الفترة حصولهم على المركز الأول أو الثاني في الدوري لمدة ثمانية مواسم (1997–98 إلى 2004–05)، وفازوا بثنائية الدوري والكأس في 1997–98 و2001–02، والدوري في 2003–04 بدون هزيمة في 49 مباراة. مباريات في موسم 2004–05، وكأس الاتحاد الإنجليزي في عامي 2003 و2005، وسجل في 55 مباراة متتالية خلال 3 مواسم من 19 مايو 2001 إلى 30 نوفمبر 2002.
- خلف مانشستر سيتي منافسيه باعتباره الفريق الأبرز في الدوري الإنجليزي الممتاز، بعد أن فاز بسبعة ألقاب منذ الدوري الإنجليزي الممتاز 2011–12. بالإضافة إلى ذلك، فقد فازوا بكأس الاتحاد الإنجليزي وستة كؤوس للدوري في تلك الفترة الزمنية. وتعززت سيطرة السيتي على الدوري منذ أن تولى بيب جوارديولا مسؤولية الفريق في عام 2016 لقد فازوا بخمسة من الألقاب الستة الأخيرة، بما في ذلك سلسلة ثلاثة على التوالي. كما قادهم جوارديولا إلى الثلاثية، حيث فاز بالدوري وكأس الاتحاد الإنجليزي ودوري أبطال أوروبا، ليصبح أيضًا ثاني فريق إنجليزي يحقق هذا الإنجاز.

###### الدوري الفرنسي 1
- أولمبيك ليون من 2001-2002 إلى مواسم 2007-2008 في الدوري الفرنسي 1. أصبح ليون أول ناد فرنسي يفوز بسلسلة قياسية وطنية من سبعة ألقاب متتالية، بما في ذلك ستة كأس أبطال متتالية. كما تمكنت من الفوز بكأس فرنسا في عام 2008.
- باريس سان جيرمان منذ عام 2012 حتى الآن في الدوري الفرنسي 1. فاز باريس سان جيرمان بسبع بطولات للدوري الفرنسي في ثمانية مواسم (2013، 2014، 2015، 2016، 2018، 2019، 2020). كما فازوا بأربعة ألقاب متتالية في كأس فرنسا من 2015 إلى 2018 وآخر في عام 2020، بالإضافة إلى 5 ألقاب متتالية في كأس الرابطة الفرنسية من 2014 إلى 2018.

###### الدوري الألماني
- بايرن ميونيخ من 1971 إلى الوقت الحاضر. فاز بايرن بالدوري الألماني رقما قياسيا 32 مرة، أي أكثر من مرتين من أقرب منافسيه في الدوري الألماني. كما فاز بايرن بكأس أوروبا ثلاث مرات متتالية من عام 1974 إلى عام 1976، وفاز بدوري أبطال أوروبا لاحقًا في أعوام 2001 و2013 و2020. أصبح بايرن أول فريق ألماني يفوز بالرباعية في موسم 2012–13، حيث فاز بالدوري الألماني ، كأس ألمانيا، دوري أبطال أوروبا وكأس السوبر الألماني. لقد فازوا بآخر 11 لقبًا في الدوري الألماني، من 2013 إلى 2023.
- بوروسيا مونشنغلادباخ من 1969–70 إلى 1976–77. أصبح بوروسيا مونشنجلادباخ بطلاً للدوري الألماني في 5 من 8 مواسم. تم تحقيق ذلك في مواجهة معارضة قوية من بايرن ميونيخ، ولا سيما بما في ذلك موسمين من المواسم الثلاثة التي فاز فيها بايرن بكأس أوروبا ثلاث مرات على التوالي؛ في موسم 1973-1974، احتل بوروسيا مونشنغلادباخ المركز الثاني بفارق نقطة واحدة فقط خلف بايرن، واستمر بوروسيا مونشنغلادباخ في الفوز بالدوري الألماني في موسمي 1974-1975 و1975-1976.

###### الدوري اليوناني الممتاز
أولمبياكوس هو النادي الأكثر نجاحًا في تاريخ كرة القدم اليونانية، مع 47 لقبًا في الدوري اليوناني و 28 كأسًا يونانية.

###### بطولة كرة القدم الإيطالية والدوري الإيطالي
- جنوة من 1898 إلى 1904 في كرة القدم الإيطالية بعد أن فازت بستة ألقاب للبطولة الإيطالية في سبع سنوات (في تسلسل مزدوج ثلاثي الخث) باستخدام هرم كامبريدج.
- برو فيرتشيلي من 1908 إلى 1913 في كرة القدم الإيطالية بعد أن فاز بخمسة ألقاب للبطولة الإيطالية في ست سنوات. كما شكل لاعبو نادي فرشيلي خلال تلك الفترة العمود الفقري للمنتخب الوطنيالناشئ.[14]
- يوفنتوس من 1930–31 إلى 1934–35 مواسم في كرة القدم الإيطالية. أثناء رئاسة إدواردو أنييلي وبتوجيه فني من كارلو كاركانو، الذي نفذ في الفريق مخطط Metodo التكتيكي سيطر النادي على فترة الثلاثينيات من القرن الماضي حيث فاز بخمس بطولات وطنية متتالية - في ذلك الوقت كانت المنافسة الوحيدة في الدوري في البلاد - وهو رقم قياسي وطني سيظل قائماً على مدار الـ 82 عامًا التالية والذي سمح للجانب التوريني بتشكيل قلب المنتخب الإيطالي خلال حقبة فيتوريو بوزو ، بما في ذلك الفريق الفائز بكأس أوروبا الوسطى الدولية 1933-1935 وفريق بطل العالم 1934.[15]

كانت فترة النجاح الثانية في أواخر الخمسينيات وأوائل الستينيات، بعد أن فازت بثلاثة ألقاب للدوري الوطني - بما في ذلك اللقب العاشر، الذي سجل رقماً قياسياً وطنياً جديداً للألقاب التي تم الفوز بها ولقبين لكأس إيطاليا في أربع سنوات (1957-1961) مع فريق بقيادة بقلم جيامبيرو بونيبيرتي وجون تشارلز وأفضل لاعب كرة قدم في أوروبا لعام (1961) عمر سيفوري. خلال تلك الفترة، قدم الاتحاد الإيطالي لكرة القدم (FIGC) ستيلا دورو (النجمة الذهبية)، وهو رمز لأي فريق يفوز بما لا يقل عن 10 ألقاب وطنية، وهي أول حالة مسجلة في جميع أنحاء العالم.
من 1971–72 إلى 1985–86، أثناء رئاسة جيامبيرو بونيبيرتي وتحت الإدارة المتعاقبة للاعبي كرة القدم السابقين تشيستمير فيكباليك، كارلو بارولا وجيوفاني تراباتوني، أصبحوا أبطال إيطاليا تسع مرات وفازوا بكأس إيطاليا مرتين، مما أدى إلى تأسيس السلالة الأكثر ديمومة في تاريخ إيطاليا. تاريخ كرة القدم الإيطالية. خلال النصف الثاني من السبعينيات، نجح تراباتوني في تنفيذ خطة تكتيك زونا ميستا في الفريق. مثل هذه الانتصارات سمحت للبيانكونيري بتشكيل العمود الفقري للمنتخب الإيطالي في عهد إنزو بيرزوت، بما في ذلك الفريق الذي وصل إلى نصف نهائي كأس العالم 1978 وبطل العالم 1982، محققًا مع الأخير لقبه الأول في المسابقة منذ 44 عامًا. امتدت هيمنة النادي إلى الأضواء الدولية بدءًا من عام (1977) عندما فاز النادي بكأس الاتحاد الأوروبي بدون لاعبين أجانب، وهو إنجاز غير مسبوق لأي فريق في أي بلد. بعد ذلك، رفع النادي كأس الكؤوس الأوروبية وكأس أبطال أوروبا ليصبح أول ناد في تاريخ كرة القدم الأوروبية يفوز بجميع مسابقات الاتحاد الموسمية الثلاث. أخيرًا، بعد انتصارهم في كأس السوبر الأوروبي 1984 وكأس إنتركونتيننتال 1985، أول لقب لفريق أوروبي منذ إعادة هيكلة البطولة حدث قبل خمس سنوات أصبح النادي أيضًا الأول في تاريخ كرة القدم - وظل النادي الوحيد في العالم حتى عام 2022 الذي فاز بجميع البطولات القارية الرسمية الممكنة واللقب العالمي، متصدرًا تصنيفات الاتحاد الأوروبي لكرة القدم لأول مرة في نهاية العقد.
بدأت حقبة انتصارات أخرى للنادي في أواخر التسعينيات وأوائل العقد الأول من القرن الحادي والعشرين عندما فاز يوفنتوس، تحت تدريب مارتشيلو ليبي، بخمسة ألقاب للدوري الإيطالي في تسع سنوات من 1995 إلى 2003. في تلك الفترة، فاز نادي توريني أيضًا بكأس إيطاليا واحد، وأربعة كأس السوبر الإيطالي، وكأس إنتركونتيننتال واحد، ودوري أبطال أوروبا واحد، وكأس السوبر الأوروبي واحد، وكأس إنترتوتو UEFA، متصدرًا أيضًا تصنيف الاتحاد في نهاية التسعينيات.
تبدأ فترة نجاح متجددة من مواسم 2011–12 إلى 2019–20، خلال رئاسة أندريا أنييلي ومع التدريب المتتالي للاعب السابق أنطونيو كونتي، ماسيميليانو أليجري وماوريتسيو ساري حيث فاز النادي بتسعة ألقاب متتالية في الدوري الإيطالي وأربعة كؤوس إيطالية على التوالي (2015-2018)، محققًا رقمًا قياسيًا جديدًا على الإطلاق من الانتصارات المتتالية في كلتا المسابقتين. أيضًا، في بطولة الدوري، كان النادي هو الأول منذ 20 عامًا والأول في بطولة تضم 20 فريقًا متنافسًا يفوز بلقب دون هزيمة (2011-12) وحقق الرقم القياسي التاريخي للنقاط التي تم إحرازها في المسابقة (102). في (2013–14) بالإضافة إلى سجلات معظم الانتصارات في موسم واحد (33 في 2013–14) ومعظم الانتصارات المتتالية خلال موسم واحد (25 في 2015–16). خلال هذا الوقت، حقق يوفنتوس رقمًا قياسيًا بأربعة ثنائيات وطنية على التوالي منذ (2015-2018) وثلاثية إيطالية واحدة (2016)،c فاز أيضًا بأربعة كؤوس سوبر وطنية وظهر أيضًا في نهائيين لدوري أبطال أوروبا.
- تورينو خلال الأربعينيات من القرن الماضي في كرة القدم الإيطالية بسبب نجاحهم في بطولة الدوري في 1942–43 ومن 1945–46d إلى 1948-1949. فاز هذا الفريق بشكل ملحوظ بخمسة ألقاب تاريخية متتالية في الدوري وحصل على لقب غراندي تورينو من قبل الصحافة.
- شهد نادي ميلان عدة فترات ناجحة خلال تاريخه. في الخمسينيات، بعد أن فاز بأربعة ألقاب للدوري وكأسين للكأس اللاتينية، والتي كانت تعتبر سابقة لبطولات الأندية في أوروبا، وبالتحديد كأس أوروبا. من موسم 1987–88 إلى موسم 1995–96، فاز ميلان بخمسة ألقاب للدوري الإيطالي. كما تمكنوا من الحصول على كأس السوبر الإيطالي أربع مرات في أعوام 1988 و1992 و1993 و1994. على المستوى الدولي، شملت جوائز ميلان ثلاثة ألقاب في دوري أبطال أوروبا في مواسم 1988–89، 1989–90 و1993–94، وثلاثة ألقاب لكأس السوبر الأوروبي (1989، 1990 و1994) وكأسين للإنتركونتيننتال (1989 و1990). في هذه الفترة، تعتبر فلسفة اللعبة للمدير الفني أريجو ساكي قد أحدثت ثورة في كرة القدم في إيطاليا، حيث كانت اللعبة تعتمد في السابق على أسلوب دفاعي (يشار إليه في بعض الحالات القصوى باسم كاتيناتشيو)، مما أدى إلى تحويل التركيز نحو أسلوب سلس للغاية و لعب منظم، مراقبة مناطق وضغط مكثف على خط الوسط. لقد فعل ذلك بينما حصل في الوقت نفسه على واحدة من أقوى الحزم الدفاعية على الإطلاق، وذلك بفضل أفراد مثل فرانكو باريزي وباولو مالديني. في العقد الأول من القرن الحادي والعشرين، أي بين موسمي 2002–03 و2006–07، حقق ميلان نجاحات مهمة، بعد أن فاز بلقب الدوري الإيطالي مرة واحدة، وكأس إيطاليا مرة واحدة، وكأس السوبر الإيطالية مرة واحدة، ودوري أبطال أوروبا مرتين، وكأس السوبر الأوروبي مرتين، وكأس العالم للأندية FIFA مرة واحدة كأس العالم الأندية .
- إنتر ميلان خلال حقبة إنتر الكبير في منتصف الستينيات، فاز إنتر، تحت إدارة هيلينيو هيريرا، بثلاثة ألقاب في الدوري الإيطالي، 1962–63 ، 1964–65 و1965–66 ، بالإضافة إلى كؤوس أوروبا المتتالية 1963–64 و1964–65 وكؤوس الانتركونتيننتال 1964 و1965.

###### الدوري الياباني
- فاز كاشيما أنتلرز في الفترة من 1996 إلى 2002 بلقب الدوري الياباني أربع مرات، وكأس الدوري الياباني ثلاث مرات، وكأس الإمبراطور مرتين. في عام 2000، أصبح كاشيما أول فريق في الدوري الياباني يحقق " الثلاثية "، بفوزه بجميع الألقاب الثلاثة الكبرى: الدوري الياباني، وكأس الدوري الياباني، وكأس الإمبراطور في نفس العام.
- فاز كاشيما أنتليرز من 2007 إلى 2012 بلقب الدوري الياباني عام 2007، وأصبح الفريق الأول والوحيد في اليابان الذي فاز بعشرة ألقاب محلية في عصر الاحتراف. وفي عام 2008 أصبح الفريق الأول والوحيد الذي نجح في الدفاع عن لقب الدوري الياباني في مناسبتين منفصلتين. وفي عام 2009 أصبح الفريق الأول والوحيد الذي يفوز بثلاثة ألقاب متتالية في الدوري الياباني. مع انتصاراته المتتالية في كأس الدوري الياباني عامي 2011 و2012، ومؤخراً بعد فوزه عام 2015، وسع كاشيما سجله الذي لا مثيل له من الألقاب المحلية الكبرى في عصر الاحتراف إلى سبعة عشر لقباً.

###### الدوري الكوري الكوري 1
- إلهوا تشونما من 1992 إلى 1996 ("سلالة إلهوا الأولى")، بقيادة بارك جونغ هوان، توج بلقب الدوري الكوري لمدة ثلاثة مواسم متتالية (1993، 1994، 1995) وفاز بكأس الدوري الكوري في عام 1992 . فاز النادي أيضًا ببطولة الأندية الآسيوية (النسخة القديمة من دوري أبطال آسيا الحالي) في عام 1995 (وبالتالي حقق " الثنائية الدولية"). في عام 1996، فاز النادي بكأس السوبر الآسيوي وبطولة الأندية الأفرو آسيوية.
- سيونام إلهوا تشونما من 2001 إلى 2004 ("سلالة إلهوا الثانية")، بقيادة تشا كيونغ بوك، سيطر مرة أخرى على الدوري الكوري لمدة ثلاثة مواسم متتالية (1993، 1994، 1995) وفاز بلقبين في كأس الدوري الكوري في عام 2002 (وبذلك حقق "الثنائية المحلية" و 2004. فاز النادي بكأس السوبر الكوري في عام 2002 وكأس أبطال A3 في عام 2004.

###### الدوري الاسكتلندي لكرة القدم
- سلتيك عشرة ألقاب في الدوري الاسكتلندي لكرة القدم من 1904–05 إلى 1916–17 بما في ذلك ستة ألقاب متتالية وثلاثة ألقاب في كأس اسكتلندا. أحد عشر لقبًا لاحقًا من 1965–66 إلى 1978–79 بما في ذلك رقم قياسي جديد بتسعة ألقاب متتالية وأصبح أول بطل بريطاني لأوروبا في عام 1967 كجزء من أربعة أضعاف الألقاب مع كأس اسكتلندا وكأس الدوري الاسكتلندي. فاز سلتيك بستة كؤوس اسكتلندية أخرى وخمس كؤوس رابطة أخرى في الفترة الأوسع، إلى جانب خسارة نهائي كأس أوروبا 1970. ظهرت سلالة سلتيك أخرى من 2011–12 إلى 2019–20؛ في ذلك الإطار الزمني، فاز النادي بتسعة ألقاب دوري متتالية أخرى، بالإضافة إلى أربع ثلاثيات محلية متتالية من 2016–17 إلى 2019–20.
- رينجرز ستة عشر لقبًا من 1917–18 إلى 1938–39 بما في ذلك خمسة على التوالي وأربعة كأس اسكتلندا. يمكن القول إنها استمرت حتى 1949-1950، حيث تميزت السنوات الفاصلة خلال الحرب العالمية الثانية بسبعة ألقاب غير رسمية متتالية، تليها ثلاثة في المواسم الأربعة الأولى الرسمية بعد الحرب (ثلاثية وثنائية). لاحقًا ثمانية عشر لقبًا من 1986–87 إلى 2010–11، بما في ذلك تسعة ألقاب متتالية من 1988–89 إلى 1996–97، والتي تضمنت أيضًا ثلاثة كؤوس اسكتلندية وخمس كؤوس دوري (ستة ثنائيات وثلاثية واحدة)؛ لقد فازوا بستة كؤوس اسكتلندية أخرى وعشرة كؤوس دوري أخرى في الفترة الأوسع.

###### الدوري الإسباني
- فاز ريال مدريد بـ 12 لقبًا للدوري الإسباني في 16 موسمًا (من 1953–54 إلى 1968–69، بما في ذلك 5 ألقاب متتالية في 1961–65)، بالإضافة إلى الوصول إلى نهائيات كأس أوروبا ثماني مرات في 11 موسمًا (من 1955). 56 إلى 1965–66 ، فاز بستة انتصارات، بما في ذلك خمسة على التوالي في 1956–60. كما فازوا بخمسة ألقاب دوري متتالية في موسم 1986–90.[32] تم تشكيل أحدث سلالة للنادي كجزء من سياسة انتقالات غالاكتيكوس الخاصة بهم، حيث وصل الفريق إلى نصف نهائي دوري أبطال أوروبا ثماني مرات متتالية من 2010–11 إلى 2017–18 وفاز بخمسة ألقاب بين عامي 2014 و2022، بما في ذلك ثلاثة في واحد. تسلسل الصف.
- برشلونة من موسم 2004–05 إلى 2019–20. لقد فازوا بعشر بطولات الدوري الإسباني وأربعة ألقاب لدوري أبطال أوروبا، بما في ذلك ستة ألقاب كبرى غير مسبوقة في عام 2009، وأصبح أول فريق إسباني يفوز بالثلاثية.[33][34][35][36][37] كما أصبحوا أول فريق يفوز بالثلاثية مرتين في كرة القدم الأوروبية في موسم 2014-2015.

###### جامعية
كرة القدم للسيدات في نورث كارولينا تار هيلز، 1979-2012 (22 بطولة وطنية في 34 عامًا، 21 منها هي بطولات الرابطة الوطنية لرياضة الجامعات). يتضمن ذلك أيضًا 9 بطولات متتالية للرابطة الوطنية لرياضة الجامعات (NCAA) من عام 1986 إلى عام 1994، و15 بطولة متتالية لبطولات ACC من عام 1989 إلى عام 2003. كما أنهم يحققون معدل فوز يصل إلى 90%، حيث فازوا في 704 مباراة وخسروا أو تعادلوا في 78 مباراة فقط.

## كرة القدم الاسترالية

### VFL/AFL
كارلتون 1904-1910، فاز بثلاثة خث في 1906-1908، ووصل إلى النهائي الكبير 3 مرات أخرى.
كولينجوود 1925-1930، فاز بأربعة خث في 1927-1930، ووصل إلى النهائي الكبير مرتين أخريين.
ملبورن 1939-1941، الفوز بثلاثة خث.
إيسندون 1941–1951، فاز في أعوام 1942، 1946، 1949 و1950، ووصل إلى النهائي الكبير 5 مرات أخرى.
ملبورن 1954-1964، فاز بثلاثية خث في 1955-1957 ثم 1959، 1960 و1964، ووصل إلى النهائي الكبير مرتين أخريين.
كارلتون 1965-1973، فاز في أعوام 1965 و1968 و1970 و1972، ووصل إلى النهائي الكبير مرتين أخريين.
ريتشموند 1967-1974، فاز أعوام 1967، 1969، 1973 و1974، ووصل إلى النهائي الكبير مرة أخرى.
كارلتون 1979-1982، فاز في أعوام 1979 و1981 و1982.
هوثورن 1983-1991، فاز أعوام 1983، 1986، 1988، 1989 و1991، ووصل إلى النهائي الكبير 3 مرات أخرى.
بريسبان ليونز 2001-2004، فاز بثلاثة خث في 2001-2003، ووصل إلى النهائي الكبير مرة أخرى.
جيلونج 2007-2011، فاز أعوام 2007 و2009 و2011، ووصل إلى النهائي الكبير مرة أخرى.
الزعرور 2008-2015، الفوز في 2008 وثلاثة خث في 2013-2015، والوصول إلى النهائي الكبير مرة أخرى.
ريتشموند 2017-2020، الفوز في 2017 و2019 و2020.

#### سانفل
- نوروود 1878-1885، فاز بستة خث، واحتل المركز الثاني مرتين أخريين.
- جنوب أديلايد 1892–1900، فاز في أعوام 1892، 1893، 1895، 1896، 1898 و1899، وحصل على المركز الثاني 3 مرات أخرى.
- غرب أديلايد 1908–1912، وفاز في أعوام 1908 و1909 و1911 و1912.
- بورت أديلايد 1909–1915، فاز في أعوام 1910 و1913 و1914، ووصل إلى النهائي الكبير 4 مرات أخرى.
- نوروود 1922–1925، فاز في أعوام 1922 و1923 و1925.
- بورت أديلايد 1936–1939، فاز أعوام 1936 و1937 و1939، ووصل إلى النهائي الكبير مرة أخرى.
- نوروود 1946-1950، فاز أعوام 1946 و1948 و1950، ووصل إلى النهائي الكبير مرة أخرى.
- بورت أديلايد 1951-1965، فاز في 1951، بستة خث في 1954-1959، 1962 و1965، ووصل إلى النهائي الكبير مرتين أخريين.
- ستورت (1965-1970)، فاز بخمس خث في 1966-1970، ووصل إلى النهائي الكبير مرة أخرى.
- بورت أديليد 1977–1981، فاز في أعوام 1977 و1979 و1980 و1981.
- بورت أديلايد 1988-1999، فاز بثلاثة خث في 1988-1990، 1992 بثلاثة خث في 1994-1996، 1998 و1999، ووصل إلى النهائي الكبير مرة أخرى.
- المنطقة المركزية 2000-2011، فازت في 2000، 2001، بثلاثة خث في 2003-2005، وأربعة خث في 2007-2010، ووصلت إلى النهائي الكبير 3 مرات أخرى.
- نوروود 2010-2014، فاز بثلاثة خث في 2012-2014، ووصل إلى النهائي الكبير مرة أخرى.

##### وافل
- النقابات / فريمانتل (الثاني) 1886-1892، وفاز بأربعة خث في 1887-1890، وخمسة خث في 1892-1896 و1898.
- شرق فريمانتل 1899-1914، فاز في عام 1900، وثلاثة خث في 1902-1904، و1906، وثلاثة خث في 1908-1910 و1914، واحتل المركز الثاني 5 مرات أخرى.
- سوبياكو 1912–1915، فاز في أعوام 1912 و1913 و1915.
- شرق بيرث 1918-1923، فاز بخمسة خث في 1919-1923، ووصل إلى النهائي الكبير مرة أخرى.
- شرق فريمانتل 1928-1933، فاز بأربعة خث في 1928-1931 و1933.
- غرب بيرث 1932-1935، فاز في أعوام 1932 و1934 و1935.
- كليرمونت 1936-1940، فازت بثلاثة خث في 1938-1940، ووصلت إلى النهائي الكبير مرتين أخريين.
- إيست فريمانتل 1943–1946، فاز في أعوام 1943 و1945 و1946، ووصل إلى النهائي الكبير مرة أخرى.
- جنوب فريمانتل 1947-1956، فاز في 1947، 1948، 1950، بثلاثة خث في 1952-1954، ووصل إلى النهائي الكبير مرتين أخريين.
- شرق بيرث 1956-1961، فاز في أعوام 1956 و1958 و1959، ووصل إلى النهائي الكبير مرتين أخريين.
- مناطق سوان 1961-1965، فازت بثلاثة خث في 1961-1963، ووصلت إلى النهائي الكبير مرة أخرى.
- بيرث 1966-1968، فاز بثلاثة خث في 1966-1968، ووصل إلى النهائي الكبير مرة أخرى.
- مناطق سوان 1980-1984، فازت بثلاثة خث في 1982-1984، ووصلت إلى النهائي الكبير مرة أخرى.
- كليرمونت 1987–1996، فازت أعوام 1987، 1989، 1991، 1993 و1996، ووصلت إلى النهائي الكبير 3 مرات أخرى.
- شرق بيرث 2000-2002، الفوز بثلاثة خث.
- سوبياكو 2003-2011، فاز في 2004، بثلاثة خث في 2006-2008، ووصل إلى النهائي الكبير 3 مرات أخرى.
- سوبياكو 2014-2021، فاز في 2014، 2015، 2018، 2019 و2021، ووصل إلى النهائي الكبير مرتين أخريين.

## البيسبول

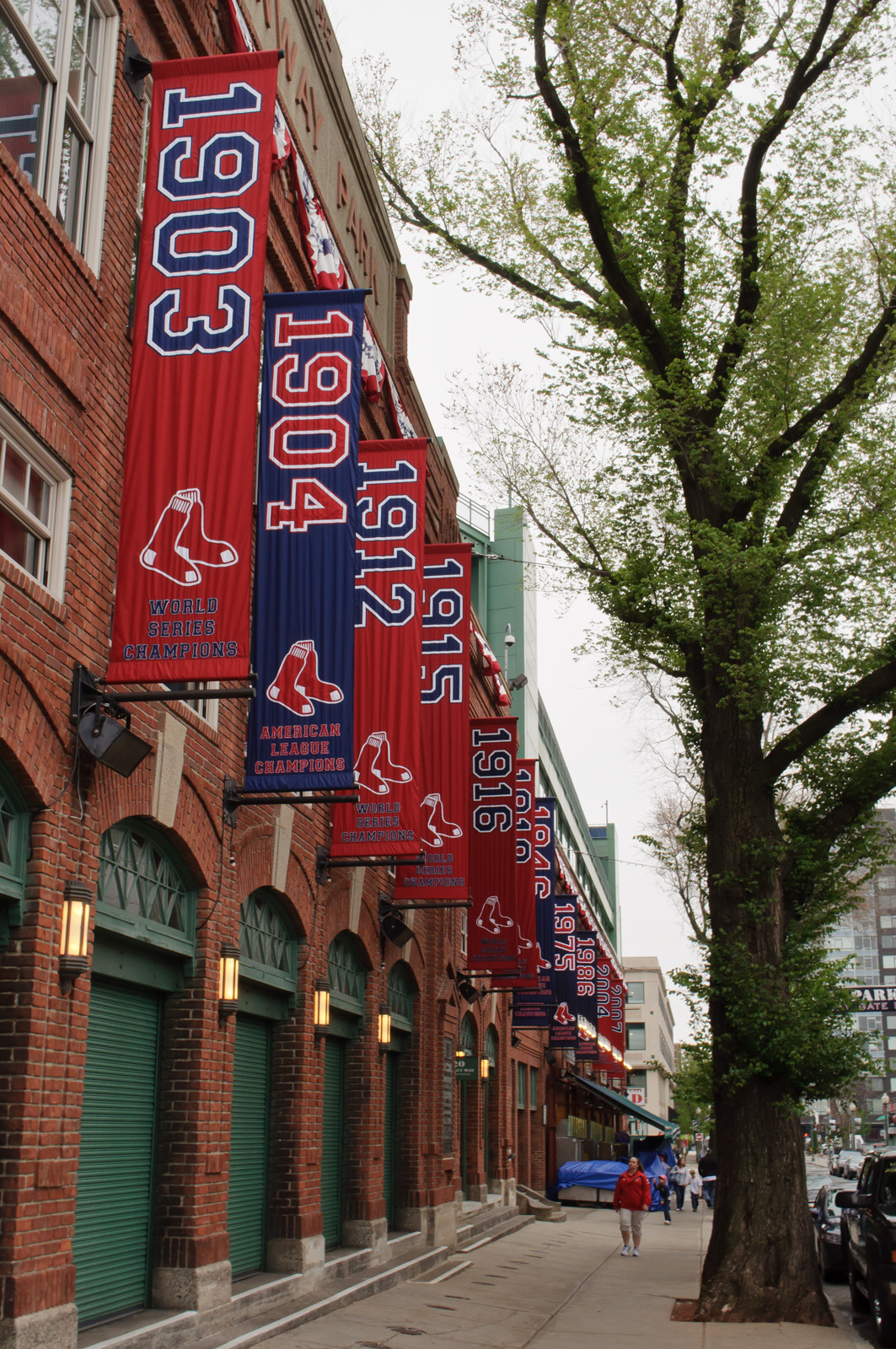
لافتات بطولة بوسطن ريد سوكس في فينواي بارك ، مع لافتات من سنوات الأسرة الحاكمة للفريق في المقدمة

- بوسطن ريد سوكس من 1903 إلى 1918: هيمنت على الرياضة لمدة ستة عشر موسما خلال "عصر الكرة الميتة "، مع خمسة ألقاب بطولة العالم في 1903، 1912، 1915، 1916، و 1918، وستة شعارات الدوري الأمريكي في 1903، 1904، 1912، 1915، 1916، و 1918.[39]
- فيلادلفيا لألعاب القوى من 1910 إلى 1914: فازت ألعاب القوى بثلاثة ألقاب بطولة العالم في أربع سنوات في أعوام 1910 و1911 و1913. كما فازت ألعاب القوى بالراية في عام 1914. لقد كانوا معروفين بـ " 100000 دولار في الملعب".[40]
- نيويورك يانكيز: من عام 1921 إلى عام 1964 ، شارك فريق يانكيز في 29 بطولة من أصل 44 بطولة عالمية، وفاز في 20 منها. خلال هذه الفترة التي امتدت 44 عامًا، كان لليانكيز امتدادان مهيمنان:
  - من عام 1936 إلى عام 1943، هيمن فريق يانكيز على لعبة البيسبول لمدة ثماني سنوات، حيث حصل على سبعة شعارات في الدوري الأمريكي وستة بطولات عالمية، بما في ذلك أربع بطولات عالمية متتالية من عام 1936 إلى عام 1939.[38][41]
  - من عام 1947 إلى عام 1964، فاز فريق يانكيز بـ 15 راية من أصل 18 راية و10 بطولات عالمية، بما في ذلك خمسة على التوالي من عام 1949 إلى عام 1953. هذا هو الرقم القياسي لـ MLB لمعظم البطولات المتتالية.[38][42]
- سانت لويس كاردينالز من عام 1942 إلى عام 1946، بقيادة النجوم البارزين ستان موسيال، وريد شويندينست، وإينوس سلوتر. لقد فازوا بأربعة شعارات NL وثلاثة ألقاب في بطولة العالم في فترة خمس سنوات (1942،1944،1946).[43]
- 1959-1966 لوس أنجلوس دودجرز: 4 مشاركات في بطولة العالم، مع 3 ألقاب في بطولة العالم في أعوام 1959 و1963 و1965، وكان يقودها أحد أفضل اللاعبين في لعبة البيسبول.
- سينسيناتي ريدز من 1970 إلى 1976: المعروف باسم الآلة الحمراء الكبيرة، سيطروا على الرياضة لمدة 7 سنوات (5 ألقاب في الدوري الوطني الغربي، وأربعة ألقاب في الدوري الوطني في 1970، 1972، 1975 و1976، ولقبين في بطولة العالم في 1975 و1976. الرقم القياسي للفريق من 1970 إلى 1976 كان هناك 683 فوزًا و443 خسارة، بمتوسط 98 فوزًا تقريبًا في الموسم الواحد).[44][45][46]
- أوكلاند لألعاب القوى: من عام 1971 إلى عام 1975،فازت ببطولة العالم في أعوام 1972 و 1973 و 1974.[47]
- نيويورك يانكيز: من 1996 إلى 2003 بقيادة المدير جو توري، والكور فور، سيطر فريق يانكيز على الرياضة بـ 8 مباريات متتالية بعد انتهاء الموسم، وفاز بسبعة ألقاب في قسم الشرق الأوسط، وستة شعارات AL في أعوام 1996، 1998، 1999، 2000، 2001 و2003، و4 بطولات عالمية. ألقاب أعوام 1996 و1998 و1999 و2000. أضاف فريق يانكيز لقب بطولة العالم آخر في عام 2009 ليحقق 5 بطولات فاز بها فريق Core Four، وإن كان ذلك تحت قيادة المدرب جو جيراردي. من بين المساهمين البارزين الآخرين خلال هذا الوقت روجر كليمنس وديفيد كون وبيرني ويليامز.[48]
- عمالقة سان فرانسيسكو : من 2010 إلى 2014 . بقيادة المدير بروس بوشي وباستر بوسي وماديسون بومغارنر وبابلو ساندوفال وهنتر بنس وتيم لينككوم وآخرين، فاز العمالقة بثلاثة ألقاب في بطولة العالم في فترة خمس سنوات: 2010، 2012، 2014[49]

### الدوريات الزنجية
فيما يلي سلالات من دوريات البيسبول الزنجية في الولايات المتحدة.
هومستيد جرايز، 1937-1945 ثمانية ألقاب في الدوري الوطني الزنجي في تسعة مواسم. لقبين من بطولة العالم للزنوج في عامي 1942 و1943.

#### نيبون بروفيشنال بيسبول
- عمالقة يوميوري: من عام 1961 إلى عام 1973 فاز العمالقة بتسعة ألقاب متتالية في سلسلة اليابان بين عامي 1965 و1973.
- سايتاما سيبو ليونز : من 1982 إلى 1992. فاز فريق الأسود بـ 8 ألقاب في سلسلة اليابان خلال 11 موسمًا (1982، 1983، 1986، 1987، 1988، 1990، 1991، 1992).
- فوكوكا سوفت بانك هوكس: من عام 2011 إلى الوقت الحاضر فاز فريق هوكس بـ 7 ألقاب في سلسلة اليابان خلال 10 مواسم (2011، 2014، 2015، 2017، 2018، 2019، 2020).

##### منظمة البيسبول الكورية
كيا تايجرز: من 1983 إلى 1997. حصل النمور على 9 ألقاب (1983، 1986، 1987، 1988، 1989، 1991، 1993، 1996، 1997).

## كرة سلة

### احترافي

#### رابطة كرة السلة الأمريكية
إنديانا بيسرز من عام 1969 إلى عام 1975 بقيادة لاعبين نجوم مثل فريدي لويس وروجر براون وميل دانيلز وجورج ماكجينيس. فاز فريق بيسرز بخمس بطولات مؤتمرات ABA في أعوام 1969 و1970 و1972 و1973 و1975 وفاز ببطولة ABA في أعوام 1970 و1972 و1973. تشمل الإنجازات الأخرى الجديرة بالملاحظة 3 ألقاب متتالية في قسم ABA في أعوام 1969 و1970 و1971، وأرصفة التصفيات في كل عام من وجود ABA، بالإضافة إلى مكانتها باعتبارها الامتياز الفائز في تاريخ ABA.

### الرابطة الوطنية لكرة السلة
- مينيابوليس ليكرز 1949 إلى 1954 بقيادة جورج ميكان والمدرب الرئيسي جون كوندلا. فاز فريق ليكرز رسميًا بخمس بطولات الدوري الاميركي للمحترفين (في أعوام 1949 و1950 و1952 و1953 و1954) في ست سنوات بين موسم 1948–49 BAA وموسم الدوري الاميركي للمحترفين 1953–54. حققت مينيابوليس أيضًا أول مجموعة من ثلاث بطولات متتالية في الدوري الاميركي للمحترفين، حيث فازت بنهائيات الدوري الاميركي للمحترفين عام 1952، ونهائيات الدوري الاميركي للمحترفين عام 1953، ونهائيات الدوري الاميركي للمحترفين عام 1954. فازت مينيابوليس أيضًا ببطولة NBL لعام 1948، والتي لم يتم الاعتراف بها من قبل الدوري الاميركي للمحترفين. عند تضمين لقب NBL لعام 1948، يرتفع عدد البطولات إلى ست بطولات مذهلة في سبع سنوات ويمنح فريق Lakers أيضًا ثلاث خث أخرى حيث فازوا بلقب NBL لعام 1948، وبطولة BAA لعام 1949، وبطولة NBA لعام 1950.[51][52]

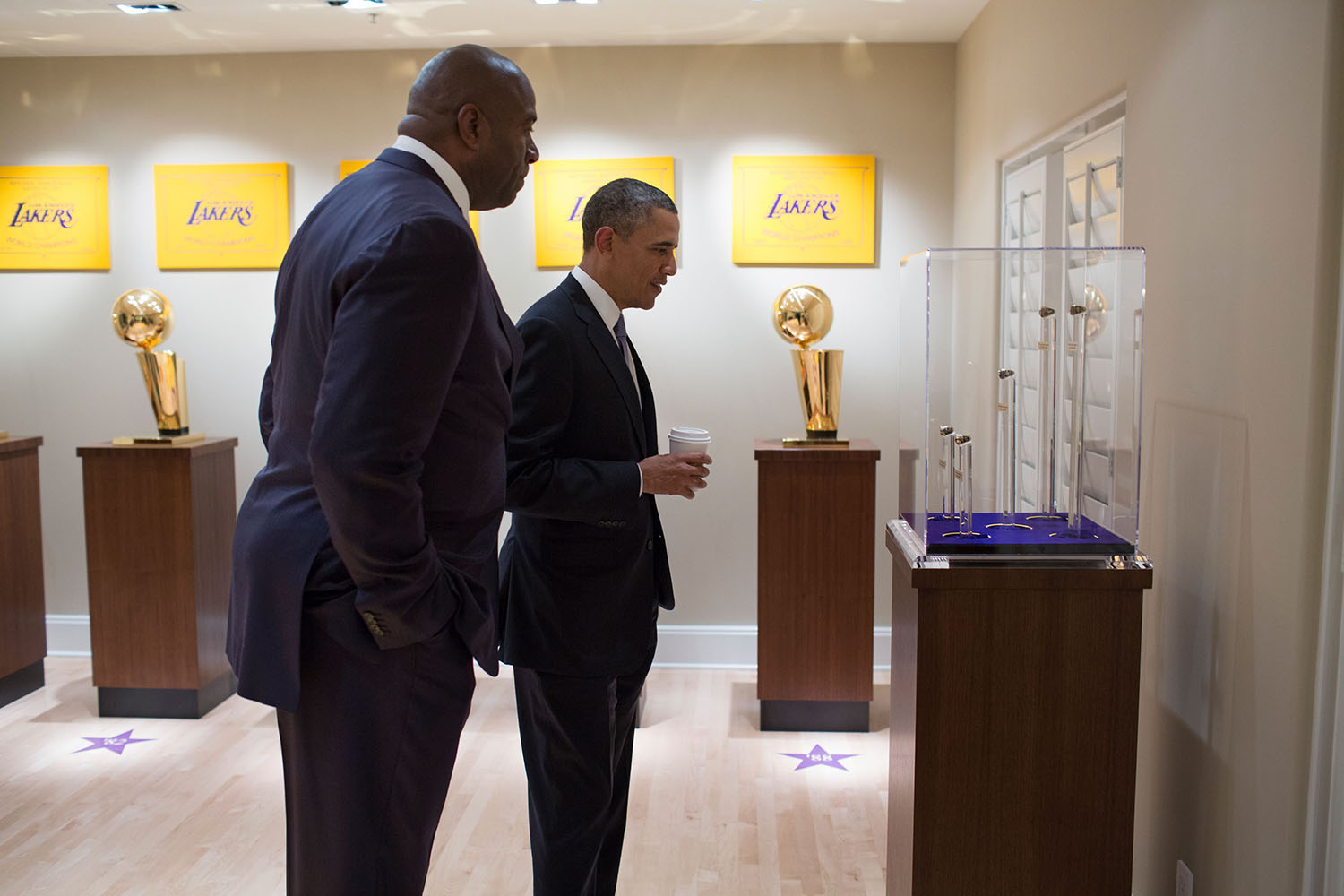
غرفة جوائز ماجيك جونسون، والتي تضم العديد من جوائز بطولة لاري أوبراين في الخلفية

- بوسطن سيلتيكس من 1957 إلى 1976 بقيادة النجم بيل راسل وجون هافليتشيك والمدرب الرئيسي ريد أورباخ. في هذه المواسم العشرين، فاز بوسطن بـ 13 بطولة الدوري الاميركي للمحترفين (1957، 1959، 1960، 1961، 1962، 1963، 1964، 1965، 1966، 1968، 1969، 1974، 1976). فازت بوسطن بثماني بطولات متتالية غير مسبوقة من عام 1959 إلى عام 1966. تتميز بوسطن أيضًا باللعب في 10 نهائيات متتالية من الدوري الاميركي للمحترفين في الفترة من 1957 إلى 1966.[38][53][54]غرفة جوائز ماجيك جونسون، والتي تضم العديد من جوائز بطولة لاري أوبراين في الخلفيةلوس أنجلوس ليكرز من 1979 إلى 1991 بقيادة ماجيك جونسون وكريم عبد الجبار وجيمس ورثي والمدرب الرئيسي بات رايلي. كانوا معروفين باسم شوتايم ليكرز بسبب العلامة التجارية المبهجة للغاية لكرة السلة التي لعبوها. في هذه المواسم الـ 11، فازت لوس أنجلوس بخمس بطولات الدوري الاميركي للمحترفين (1980، 1982، 1985، 1987، 1988) في 9 سنوات، و10 ألقاب في القسم، وتقدمت إلى نهائيات الدوري الاميركي للمحترفين 9 مرات بين عامي 1980 و 1991 بما في ذلك 4 مشاركات متتالية من عام 1982–1985. في نهائيات الدوري الاميركي للمحترفين عام 1988، أصبح ليكرز أول فريق منذ بوسطن سيلتيكس في الستينيات يفوز بلقب الدوري الاميركي للمحترفين مرتين متتاليتين، بعد أن تغلب على سيلتيكس في العام السابق.[54]
- بوسطن سيلتيكس من 1979 إلى 1988 بقيادة النجم لاري بيرد وكيفن ماكهيل وروبرت باريش والمدرب الرئيسي كيه سي جونز. في هذه المواسم التسعة، فاز بوسطن بثلاث بطولات الدوري الاميركي للمحترفين ( 1981 و1984 و1986) في 6 سنوات وتقدم إلى نهائيات الدوري الاميركي للمحترفين 5 مرات بين عامي 1981 و1987 (بما في ذلك 4 مشاركات متتالية من 1984 إلى 1987). سجل فريق بوسطن سيلتيكس عام 1986 أيضًا الرقم القياسي لأفضل نسبة فوز على أرضه بنسبة 40-1 (97.5٪).
- شيكاغو بولز من 1990 إلى 1998 بقيادة مايكل جوردان، سكوتي بيبن، هوراس جرانت (1987-1994)، دينيس رودمان (1995-1998) والمدرب الرئيسي فيل جاكسون. في هذه المواسم الثمانية، فازت شيكاغو بستة بطولات الدوري الاميركي للمحترفين، مع مجموعتين من ثلاث بطولات متتالية، وفازت بالبطولات في أعوام 1991 و1992 و1993 ، ثم فازت بعد ذلك بألقاب أعوام 1996 و 1997 و1998. فازت شيكاغو أيضًا بستة ألقاب في المؤتمر الشرقي وستة ألقاب في 8 مواسم.[38][54] سجل فريق بولز أفضل سجل مشترك عادي وما بعد الموسم في تاريخ الدوري الاميركي للمحترفين (87-13، 870) خلال موسم 1995-1996.[55]
- سان أنطونيو سبيرز من 1999 إلى 2014 بقيادة تيم دنكان، ديفيد روبنسون (1989-2003)، توني باركر (2001-2018)، مانو جينوبيلي (2002-2018)، كوهي ليونارد (2011-2018)، والمدرب الرئيسي جريج بوبوفيتش. في هذه المواسم الستة عشر، فاز سان أنطونيو بخمس بطولات الدوري الاميركي للمحترفين (1999، 2003، 2005، 2007، و 2014 )، وستة ألقاب في المؤتمر الغربي، و11 لقبًا في القسم، بالإضافة إلى 22 مباراة فاصلة متتالية من عام 1998 إلى عام 2019. تمكن توتنهام من الحفاظ على مستوى عالٍ من الاتساق خلال فترة عمل دنكان مع الفريق. فاز توتنهام بأكثر من 50 مباراة في كل موسم من 1997 إلى 1998 حتى 2015–16 (باستثناء موسم 1998–99 الذي اختصر الإضراب)، بالإضافة إلى نسبة فوز بلغت 0.707 خلال تلك الفترة، وهي الأعلى في أي من الرياضات الأمريكية الأربع الكبرى. ).[56]
- لوس أنجلوس ليكرز من 2000 إلى 2004 بقيادة شاكيل أونيل، كوبي براينت، والمدرب الرئيسي فيل جاكسون. في هذه المواسم الخمسة، فازت لوس أنجلوس بأربعة ألقاب في المؤتمر الغربي في أعوام 2000 و2001 و 2002 و2004، محققة ثلاثة خث في هذه العملية بالفوز بالبطولات من عام 2000 إلى عام 2002. ذهب فريق 2001 إلى 15-1 في التصفيات، مسجلاً الرقم القياسي لأعلى نسبة فوز في التصفيات الفردية (تم كسره لاحقًا).[57]
- غولدن ستايت ووريورز لعام 2015 حتى الوقت الحاضر بقيادة ستيفن كاري، كلاي طومسون، درايموند جرين، أندريه إيجودالا، كيفن دورانت (2016-2019) والمدرب الرئيسي ستيف كير. في هذه المواسم الثمانية، فاز غولدن ستايت بأربع بطولات الدوري الاميركي للمحترفين (2015، 2017، 2018، 2022 ) وستة ألقاب في المؤتمر الغربي (خمسة على التوالي من 2015 إلى 2019 وواحد آخر في عام 2022). طوال هذه السلالة، سجل المحاربون العديد من الأرقام القياسية في الدوري الاميركي للمحترفين، أبرزها أفضل موسم عادي (سجل 73-9 في 2015-16) وأفضل ما بعد الموسم (سجل 16-1 في 2017)، وفازوا بما لا يقل عن 67 من أصل 82 مباراة. في ثلاثة مواسم عادية متتالية من 2014–15 إلى 2016–17.[58]

###### الرابطة الوطنية لكرة السلة للسيدات
- هيوستن كوميتس من 1997 إلى 2000 (4 بطولات WNBA متتالية).[59]
- ديترويت شوك من 2003 إلى 2008 (3 بطولات WNBA في 6 سنوات).[60]
- مينيسوتا لينكس من 2011 إلى 2017 (4 بطولات WNBA في 7 سنوات).[61]

### NCAA القسم الأول للرجال
كرة السلة للرجال في جامعة كاليفورنيا في لوس أنجلوس بروينز من عام 1964 إلى عام 1975 تحت قيادة جون وودن (10 بطولات وطنية في 12 موسمًا 1964، 1965، 1967، 1968، 1969، 1970، 1971، 1972، 1973، 1975. كما فازوا بـ 7 بطولات متتالية من 1967 إلى 1973). أربعة مواسم غير مهزومة، وسجل NCAA 88 فوزًا متتاليًا).

#### NCAA القسم الأول للنساء
- جامعة تينيسي ليدي متطوعات كرة السلة تحت قيادة بات ساميت من عام 1987 إلى عام 1998(ست بطولات وطنية في 12 موسمًا)، بما في ذلك ثلاث بطولات متتالية من عام 1996 إلى عام 1998 (أول فريق نسائي يفعل ذلك)، حقق موسم واحد غير مهزوم أكبر عدد من الانتصارات على الإطلاق بـ 39 ، وسجل إجمالي 314-38 (877).[63]
- جامعة كونيتيكت تحت قيادة جينو أوريما من عام 1995 حتى الوقت الحاضر(11 بطولة في 17 موسمًا، بما في ذلك ثلاث بطولات متتالية من 2002 إلى 2004 وأربع بطولات متتالية من 2013 إلى 2016 وخمسة مواسم غير مهزومة في 2002 و2009 و2010 و2014 [64] سجل فريق الهاسكي رقمًا قياسيًا بسلسلة انتصارات مكونة من 90 مباراة متتالية من نوفمبر 2008 إلى ديسمبر 2010، ثم حطم هذا الرقم القياسي لاحقًا بسلسلة انتصارات مكونة من 111 مباراة متتالية من نوفمبر 2014 إلى مارس 2017[65]

###### كرة السلة الجامعية الكندية
- فازت كرة السلة للسيدات بجامعة Laurentian Voyageurs تحت قيادة المدرب Norm Vickery بخمس بطولات وطنية متتالية لـ CIAU من عام 1975 حتى عام 1979.[66]
- فازت كرة السلة للرجال بجامعة فيكتوريا فايكس تحت قيادة المدرب كين شيلدز بسبع بطولات وطنية متتالية لـ CIAU من عام 1980 حتى عام 1986.[67]
- فازت كرة السلة للسيدات بجامعة وندسور لانسر تحت قيادة المدرب شانتال فالي بخمس بطولات وطنية متتالية لرابطة الدول المستقلة من عام 2011 حتى عام 2015.[66]
- فازت كرة السلة للرجال في جامعة كارلتون رافينز بخمس بطولات وطنية متتالية لرابطة الدول المستقلة/الولايات المتحدة الرياضية من عام 2003 إلى عام 2007، وسبع بطولات وطنية متتالية من عام 2011 إلى عام 2017، و17 لقبًا في 20 موسمًا بين عامي 2003 و2023، وفازت 13 بطولة تحت قيادة المدرب ديف سمارت، 3 من البطولة يفوز تحت قيادة المدرب تافي تشارلز.[68]

## عبر البلاد والمسار
- فريق الولايات المتحدة الأولمبي 4 × 100 متر للرجال، 1916–1992.[38]
- العدائون الكينيون، 1968–1999.[38]
- المدرسة الثانوية بجامعة إلينوي العادية 2010-2017 بطولة اختراق الضاحية للرجال والسيدات.[69]

## كريكيت

### النادي
استمتع فريق مومباي للكريكيت من الخمسينيات إلى السبعينيات بجولة لا مثيل لها في كأس رانجي، بطولة الكريكيت المحلية من الدرجة الأولى في الهند. من موسم 1955–56 إلى موسم 1972–73، فازت بومباي (كما كانت تُعرف في ذلك الوقت) بـ 17 بطولة من أصل 18 بطولة، بما في ذلك سلسلة انتصارات بالكأس استمرت 15 عامًا من 1958–59 إلى 1972–73. اعتبارًا من عام 2020، حقق الفريق 41 فوزًا في البطولة من 46 مباراة نهائية (من أصل 83 مرة أقيمت البطولة)، مع فوز الفريق التالي (كارناتاكا) بـ 8.

#### دولي
- فريق الكريكيت الوطني الأسترالي من عام 1945 حتى عام 1953.[70]
- فريق الكريكيت الإنجليزي في الخمسينيات.[70]
- سيطر فريق الكريكيت الهندي الغربي على لعبة الكريكيت الاختبارية خلال الثمانينيات وأوائل التسعينيات. لم يتم هزيمة فريق الهند الغربية في سلسلة اختبار بين مارس 1980 ومايو 1995، وهي فترة خمسة عشر عامًا بما في ذلك عشرين سلسلة انتصارات وتسعة سلاسل متعادلة.[70][71]
- فريق الكريكيت الوطني الأسترالي من عام 1996 حتى عام 2023. فريق الكريكيت الأسترالي هو الفريق الوحيد الذي فاز بكأس العالم ثلاث مرات متتالية (1999، 2003، 2007) وظلوا دون هزيمة منذ آخر هزيمة لهم في مراحل المجموعات في كأس العالم 1999 أمام باكستان. جاءت خسارتهم الأولى في كأس العالم في مرحلة المجموعات بكأس العالم 2011 أمام باكستان. فازت أستراليا بخمس مرات من أصل آخر 7 نهائيات لكأس العالم للرجال (1999 - 2023)، ويمكن القول إن أكبر انتصار لها كان أمام الهند، في الهند، في عام 2023. كان هذا هو لقبهم السادس في كأس العالم.[70]

## كرة اليد

### النادي
- فاز فريق إتش سي سبارتاك كييف، فريق كييف لكرة اليد للسيدات، بثلاثة عشر لقبًا من أصل 18 لقبًا لدوري أبطال أوروبا من عام 1970 إلى عام 1988 (72% من الألقاب) بما في ذلك سطرين من أربعة ألقاب متتالية.[72]
- إف سي برشلونة هاندبول، فريق برشلونة المحترف لكرة اليد للرجال، فاز بأفضل دوري أبطال أوروبا خمس مرات متتالية من عام 1995 إلى عام 2000.[73]
- يتمتع نادي كرة اليد الأكثر نجاحًا في كرواتيا PPD RK Zagreb بسلسلة ألقاب غير مسبوقة. لقد فازوا بجميع البطولات الكرواتية الـ 31 من أصل .

### نحيف
- كان فريق كرة اليد الوطني للسيدات في الاتحاد السوفيتي أول من سيطر على كرة اليد، وقد فعل ذلك لمدة أربعة عشر عامًا بين عامي 1976 و1990. لقد فازوا بنسبة 63% من الميداليات الذهبية في هذه العملية (5/8)، و71% من البطولات التي تم إدخالها بالنظر إلى مقاطعة الألعاب الأولمبية الصيفية لعام 1984، بما في ذلك ثلاث بطولات عالمية متتالية، وكان أول من يفوز بالميدالية الذهبية الأولمبية على التوالي في عام 1980.
- أصبح منتخب الدنمارك لكرة اليد للسيدات أول فريق، في عام 1997، يحمل جميع الألقاب الثلاثة الرئيسية: العالمية والأولمبية والقارية. بقيادة المدرب يان بيتليك فازت الدنمارك بميداليتها الذهبية الأولمبية الثالثة على التوالي عام 2004، وذلك لأول مرة في تاريخ كرة اليد.[74] من عام 1996 إلى عام 2004، فاز الفريق بنسبة 50% من جميع الألقاب الكبرى (6/12) بما في ذلك 56% من انتصارات البطولات الكبرى (5/9) من عام 1996 إلى عام 2002.
- بقيادة اللاعبة إلسي مارث سورلي ليبيك وحارسة المرمى كاترين لوندي هارالدسن، أصبح منتخب النرويج لكرة اليد للسيدات الفريق الوحيد في تاريخ كرة اليد، من جانب السيدات والرجال، الذي فاز ببطولة اليورو في كرة اليد أربع مرات على التوالي. لقد فازوا بما مجموعه ست ميداليات ذهبية في بطولة أوروبا، وهو رقم قياسي على الإطلاق.[75] في عام 2011 أصبحوا ثالث فريق في العالم يحمل الألقاب الثلاثة في نفس الوقت.[76] في عام 2015، عادوا إلى الخلف أبطالًا أولمبيين وأوروبيين. منذ عام 2004 حتى الوقت الحاضر، فازوا بنسبة 53% (8/15) من الألقاب الكبرى بما في ذلك 58% (7/12) بين عامي 2004 و2012.

#### رجال
- في الخمسينيات والستينيات من القرن الماضي، لم يتعرض فريق كرة اليد الوطني السويدي للرجال لأي هزيمة لمدة 10 سنوات، ليصبح أول فريق على الإطلاق يفوز ببطولات العالم متتالية (الهيمنة لمدة 8 سنوات) ويجمع ميداليات متتالية لمدة 24 عامًا. في ذلك الوقت كانت بطولة العالم هي المنافسة الكبرى الوحيدة التي تُلعب (أقيمت البطولات القارية لأول مرة في التسعينيات ولم تكن كرة اليد رياضة أولمبية حتى عام 1972 باستثناء أولمبياد 1936).[74][77]
- لمدة ثلاثة عشر عامًا، كان منتخب رومانيا لكرة اليد للرجال لا يهزم تقريبًا، بقيادة جورجي جرويا، فازوا بأربع بطولات عالمية من أصل خمس بين عامي 1961 و1974، وهو أول فريق على الإطلاق يحصل على بطولتين متتاليتين. سجل أفضل نسبة انتصارات على الإطلاق بنسبة 80% في البطولات الكبرى لمدة تزيد عن عشر سنوات.[77]
- سيطر منتخب السويد لكرة اليد للرجال على لعبة كرة اليد في أواخر التسعينيات وأوائل العقد الأول من القرن الحادي والعشرين. بقيادة المدرب بينجت يوهانسون واللاعبين الرئيسيين ماغنوس ويسلاندر وستافان أولسون، فازوا بثلاث بطولات أوروبية على التوالي من عام 1998 إلى عام 2002، وفازوا بنسبة 60٪ من البطولات الكبرى التي أقيمت في هذه الفترة الزمنية (3/5)، وحصلوا على الميدالية الفضية أو ميداليات ذهبية في ثماني بطولات كبرى متتالية بين عامي 1996 و2002 (الفائز أربع مرات، والوصيف أربع مرات).
- بقيادة المدرب كلود أونيستا، حارس المرمى تييري أومير وصانع الألعاب الرئيسي نيكولا كاراباتيتش، كان منتخب فرنسا لكرة اليد للرجال أول فريق يفوز بخمس بطولات عالمية في عام 2015، وخمس بطولات من أصل عشر بطولات عالمية بين عامي 1995 و2015. فرنسا هي أيضًا أول فريق رجال يفوز بلقبين أولمبيين متتاليين (2008 و2012).[74] وفي عام 2010 أصبح أول فريق للرجال يحمل الألقاب الأولمبية والعالمية والقارية في نفس الوقت.[77][78] في عام 2011، بعد لقب آخر لبطولة العالم، انتزع فريق الرجال الفرنسي أيضًا أربعة ألقاب رئيسية متتالية لأول مرة في تاريخ اللعبة، بما في ذلك السيدات. في عام 2015، حصلت فرنسا على جميع الألقاب الكبرى للمرة الثالثة خلال 5 سنوات، وثلاث من آخر خمس بطولات أوروبية وثلاث من آخر أربع بطولات عالمية بينما كانت بطلة أولمبية متتالية. من عام 2008 إلى عام 2015، فازوا بسبعة من أصل تسعة ألقاب رئيسية (78٪) بالإضافة إلى 67٪ من الانتصارات لمدة 9 سنوات من عام 2006 حتى الوقت الحاضر (8/12).

## كرة القدم غريديرون

### كرة القدم الأمريكية

#### الرابطة الوطنية لكرة القدم
- غرين باي باكرز 1929-1944: بقيادة كيرلي لامبو، فاز فريق باكرز بستة بطولات اتحاد كرة القدم الأميركي في 16 عامًا. (1929، 1930، 1931، 1936، 1939، 1944) وحصل على المركز الثاني (1932، 1938).[79][80][81][82][83][84][85][86][87][88]
- شيكاغو بيرز 1940-1946: بقيادة جورج هالاس، فاز فريق الدببة، الذي أطلق عليه اسم "وحوش منتصف الطريق" ، بأربع مباريات في بطولة NFL طوال العقد (1940، 1941، 1943، 1946).[89][90][91][92][93][94]
- كليفلاند براونز 1950-1955: بقيادة المدرب الرئيسي بول براون ولاعب الوسط أوتو جراهام ، لعب براون في[95] مباريات متتالية في بطولة اتحاد كرة القدم الأميركي، وفاز بثلاث مباريات في 1950.[96][97][98][99]
- ديترويت ليونز 1952-1957: بقيادة المدرب الرئيسي Buddy Parker ومع لاعبين مثل Bobby Layne وDoak Walker وJoe Schmidt وJim Doran، فاز فريق Lions بثلاث مباريات في بطولة NFL على مدار العقد (1952، 1953، 1957).[99][100][101][102][103][104]
- غرين باي باكرز 1960-1967: بقيادة المدرب الرئيسي فينس لومباردي، فاز Green Bay بخمس بطولات NFL في سبع سنوات (بما في ذلك Super Bowls I و II): 1961 ،1962 ،1965) 1966 ،1967) وكانوا قد وصلوا إلى نهائيات البطولة في عام 1960.[105][106][107][108][109][38][110]
- بيتسبرغ ستيلرز 1972-1979: بقيادة المدرب الرئيسي تشاك نول واللاعبين تيري برادشو وفرانكو هاريس ولين سوان ودفاع الستار الفولاذي. فاز ستيلرز بأربعة ألقاب سوبر بول في ست سنوات (1974، 1975، 1978، 1979)، ليصبح الفريق الأول والوحيد حتى الآن في تاريخ اتحاد كرة القدم الأميركي الذي يفعل ذلك. ثماني مباريات فاصلة متتالية وسبعة ألقاب في القسم من عام 1972 إلى عام 1979.[38][106][108][109][110][111]
- سان فرانسيسكو 49ers 1981-1994: بقيادة جو مونتانا وجيري رايس وستيف يونغ والمدربين الرئيسيين بيل والش وجورج سيفرت. يُعتقد عادةً أن هذه السلالة تغطي الفترة من 1981 إلى 1989، وهي الفترة التي فاز فيها الفريق بأربع بطولات سوبر بول (1981، 1984، 1988، 1989) و8 ألقاب قسم، [106][108][109][110] ولكن في بعض الأحيان ، تم تضمين بطولة Super Bowl لعام 1994 أيضًا نظرًا لنجاح الفريق خلال الثمانينيات ومعظم التسعينيات.[111][112][113][114][115]
- دالاس كاوبويز 1991-1996: بقيادة المدربين الرئيسيين جيمي جونسون وباري سويتزر واللاعبين إيميت سميث وتروي أيكمان ومايكل إيرفين (الثلاثية). أول فريق يفوز بثلاثة ألقاب سوبر بولز في أربع سنوات (1992، 1993، 1995). فاز أيضًا بثلاث بطولات مؤتمرات في 4 مباريات متتالية و 5 ألقاب متتالية في القسم.[106][108][109][110][111]
- نيو إنجلاند باتريوتس 2001-2019: بقيادة توم برادي وبيل بيليشيك .[116][117] ستة ألقاب سوبر بول في 19 عامًا (2001، 2003، 2004، 2014، 2016، 2018) بما في ذلك أن يصبح الفريق الثاني فقط الذي يفوز بثلاثة ألقاب سوبر بول في أربع سنوات، وثلاث مشاركات أخرى في سوبر بول (2007، 2011، 2017)، 13 لقبًا في الاتحاد الآسيوي. المشاركات في البطولة (2001، 2003، 2004، 2006، 2007، 2011-2018)، و17 لقبًا في القسم الشرقي لآسيا (2001، 2003-2007، و2009-2019).[118][119][120][121][122][123] شهد موسم 2007 أيضًا أن يصبح باتريوتس ثاني فريق في تاريخ اتحاد كرة القدم الأميركي يسجل موسمًا عاديًا مثاليًا وأول فريق يفعل ذلك في موسم مكون من 16 مباراة.[124][125][126] خلال هذا الوقت ، سجل باتريوتس أطول خطين فوز في اتحاد كرة القدم الأميركي. 21 من 2003 إلى 2004، و18 من 2007 إلى 2008. من عام 2001 إلى عام 2017، حقق باتريوتس أكثر من 12 فوزًا في الموسم الواحد ونسبة فوز 0.766، وهي الأعلى في أي من الرياضات الأمريكية الأربع الكبرى.[106][108][127] كما أنهم يتميزون بكونهم "فريق العقد الأول من القرن الحادي والعشرين" و"فريق العقد الأول من القرن الحادي والعشرين" على التوالي.[128][129]

##### دوري كرة القدم الأمريكية
- هيوستن أويلرز، 3 مباريات متتالية في بطولة AFL ولقبين من عام 1960 إلى عام 1962.[130][131][132]
- بافلو بيلز في منتصف الستينيات، شارك في ثلاث مباريات متتالية في بطولة AFL وحصل على لقبين من عام 1964 إلى عام 1966.[106][133][134][135][136]
- دالاس تكساس / كانساس سيتي تشيفز في الستينيات، كونه فريق AFL الأكثر نجاحًا في الدوري قبل اندماج AFL وNFL، ولديه أيضًا أعلى نسبة فوز وخسارة لأي فريق في الدوري قبل حدوث الاندماج،[137][138] ظهر The Chiefs في ثلاث بطولات AFL وفاز (1962، 1966، 1969)،[130] شارك في مباراتين في Super Bowl (1966 و1969) وفاز بلقب Super Bowl (1969) بفضل المدرب هانك سترام.[139][140][141][142][143][144]

###### مؤتمر عموم أمريكا لكرة القدم
كليفلاند براونز في أواخر الأربعينيات. فاز ببطولة AAFC طوال السنوات الأربع من وجود الدوري (1946–49) بما في ذلك الموسم غير المهزوم في عام 1948.

###### الرابطة الوطنية لرياضة الجامعات
تقسيم كرة القدم (IA سابقًا)
تتفاقم المشاكل الكامنة في تحديد السلالات الرياضية في NCAA قسم كرة القدم، حيث يتم تحديد البطل الوطني، جزئيًا على الأقل، عن طريق الاستطلاع وليس من خلال البطولة. ومع ذلك، فإن هذه الاستطلاعات تعتمد إلى حد كبير على سجلات الفوز والخسارة، وبالتالي تعتمد على الحد الأدنى من الذاتية. عندما لا يتمكن مشجعو الرياضة من الاتفاق على الفريق الذي يجب اعتباره يحمل بطولة تلك المنظمة ضمن الدوري أو منظمة أخرى، فإن مناقشة ما إذا كان الفريق قد أصبح سلالة حاكمة يكون أكثر صعوبة. بسبب هذه المشاكل، يُطلق على الفرق التي تفوز باستمرار ببطولة المؤتمرات الخاصة بها والتي تتنافس كثيرًا على البطولات الوطنية اسم السلالات في كثير من الأحيان أكثر من الفرق ذات الأداء المماثل في رياضة أو قسم آخر.
ييل - تسعة عشر بطولة بين عامي 1874 و1909
ميشيغان - أربع بطولات متتالية، وخمسة مواسم متتالية غير مهزومة بين عامي 1901 و1905.
بيتسبرغ، 1910-1918 - خمس بطولات في تسعة مواسم (1910، 1915، 1916، 1917، 1918).
نوتردام، 1919-1930. بقيادة المدرب كنوت روكني. فاز بثلاث بطولات وطنية في أعوام 1924 و1929 و1930 وبنسبة فوز بلغت 0.892 على مدار 12 عامًا.
بيتسبرغ، 1925-1938 - تسع بطولات في أربعة عشر موسمًا (1925، 1927، 1929، 1931، 1933، 1934، 1936، 1937، 1938).
مينيسوتا، 1934-1941. بقيادة المدرب بيرني بيرمان. قاد مينيسوتا إلى خمس بطولات في ثمانية مواسم (1934، 1935، 1936، 1940، 1941).
الجيش، 1944-1946.
نوتردام 1941-1953. بقيادة المدرب فرانك ليهي. قاد نوتردام إلى أربع بطولات وطنية أعوام 1943 و1946 و1947 و1949.
أوكلاهوما، 1948-1958. بقيادة المدرب الرئيسي بود ويلكنسون. فاز فريق سونرز بثلاث بطولات وطنية في أعوام 1950 و1955 و1956. وكان محور هذه الجولة هو سلسلة انتصاراته المكونة من 47 مباراة (سجل الرابطة الوطنية لرياضة الجامعات) من عام 1953 إلى عام 1957.
ألاباما، 1961–66 بقيادة بير براينت، وجو ناماث، وكين ستابلر - ثلاث بطولات وطنية. في أعوام 1961 و1964 و1965 ولم يهزم في عام 1966، وسجل رقمًا قياسيًا قدره 60-5-1 على مدى ست سنوات.
نبراسكا، 1969–72. بقيادة المدرب الرئيسي بوب ديفاني وحصل على ألقاب وطنية متتالية في عامي 1970 و 1971. يظل فريق نبراسكا 1971 هو البطل الوحيد على الإطلاق الذي هزم الفرق التي احتلت المركز الثاني والثالث والرابع (أوكلاهوما، كولورادو، ألاباما) في التصنيف النهائي.
أوكلاهوما، 1971-1975. بقيادة باري سويتزر، فاز بالبطولتين المتتاليتين عامي 1974 و1975.
ألاباما، 1973–80 بقيادة بير براينت، فاز بالألقاب الوطنية في أعوام 1973 و1978 و1979.
ميامي، 1983–94 - بقيادة المدربين الرئيسيين هوارد شنيلينبرجر وجيمي جونسون ودينيس إريكسون. في 12 موسمًا، فازت ميامي بأربع بطولات وطنية (1983، 1987، 1989، 1991)، ولعبت في سبع بطولات وطنية (1983، 1986، 1987، 1989، 1991، 1992، 1994)، وحصلت على المراكز الثلاثة الأولى في استطلاع AP لـ سبعة مواسم متتالية (1986–92)، وسجل رقمًا قياسيًا في الرابطة الوطنية لرياضة الجامعات (NCAA) بـ 58 انتصارًا متتاليًا على أرضه. كان لديهم أيضًا اثنان من الفائزين بكأس Heisman في فيني تيستافيردي في عام 1986 وجينو توريتا في عام 1992.
ولاية فلوريدا، 1987–2000 - في ذروة هيمنة بوبي بودين، حققت سيمينول ولاية فلوريدا 152–19–1، وفازت بتسع بطولات ACC (1992–2000)، وبطولتين وطنيتين (1993 و1999)، وحصلت على المركز الثاني ثلاث مرات. انتهى (1996 و1998 و2000)، ولم يخسر أبدًا تصنيف AP رقم 1 خلال عام 1999، وأنتج 20 اختيارًا من الجولة الأولى من NFL (بما في ذلك الناشئون الهجوميون والدفاعيون لعام 1997)، وفاز بما لا يقل عن 10 مباريات كل عام، ولم ينته أبدًا احتل الموسم المرتبة الأقل من الرابعة في استطلاع AP. فاز لاعبو الوسط تشارلي وارد وكريس وينكي بجوائز Heisman.
نبراسكا، 1993-1997 - بقيادة المدرب توم أوزبورن، والمنسق الدفاعي تشارلي ماكبرايد، واللاعبين تومي فرايزر، وسكوت فروست، وأهمان جرين، وغرانت ويستروم، وجيسون بيتر وذا بلاكشيرتس. لقد لعبوا في أربع بطولات وطنية في أعوام 93 و94 و95 و97. لقد فازوا بثلاث بطولات وطنية في أربع سنوات (1994، 1995، 1997)، سجل تراكمي 60-3 ولم يهزموا في مواسم البطولة الوطنية الثلاثة. لقد فازوا في 26 مباراة متتالية من عام 1994 إلى عام 1996.
USC من 2002 إلى 2005. بقيادة المدرب بيت كارول، واللاعبين كارسون بالمر، مات لينارت، ريجي بوش، ولينديل وايت. لقد فازوا ببطولتين وطنيتين متتاليتين AP (2003 و 2004)، وظهورهم في لعبة البطولة الوطنية لعام 2005، وسبعة ألقاب Pac-10 متتالية، وستة انتصارات رئيسية في سبع سنوات (Rose: 2003 و2007-2009، Orange: 2004 و2005) ، وحافظوا على سلسلة انتصارات مكونة من 34 مباراة من عام 2003 إلى عام 2005. كما أنتجوا ثلاثة فائزين بكأس هيزمان في كارسون بالمر ومات لينارت وريجي بوش في أعوام 2002 و2004 و2005 على التوالي.
ألاباما، 2008-2023. بقيادة المدرب الرئيسي نيك سابان، فاز ألاباما بستة بطولات وطنية في 12 عامًا (2009، 2011، 2012، 2015، 2017، 2020) وثلاث مرات وصيف وطني (2016، 2018، 2021). ظهرت ألاباما في أول خمس مباريات فاصلة لكرة القدم الجامعية من 2014 إلى 2018 وعادت إلى CFP في 2020 و2021 ومرة أخرى في 2023. منذ موسم 2008، حققت ألاباما متوسط 12 فوزًا في الموسم الواحد وسجلت 176-19 (0.903). ). ألاباما تحت قيادة نيك سابان لديها أربعة فائزين بكأس Heisman في الظهيرين Mark Ingram IIو Derrick Henry في عامي 2009 و 2015، والمتلقي الواسع Devonta Smith في عام 2020، ولاعب الوسط Bryce Young في عام 2021، على التوالي.
كليمسون من 2015 إلى 2020. بقيادة المدرب دابو سويني، واللاعبين ديشاون واتسون، وبن بولوير، وهنتر رينفرو، وديكستر لورانس، وكريستيان ويلكنز، وتريفور لورانس، وترافيس إتيان، وتي هيغينز. لقد شاركوا في مباراة فاصلة لكرة القدم الجامعية في كل موسم ولعبوا في 4 مباريات بطولة وطنية (2016، 2017، 2019، و2020)، وفازوا ببطولتين وطنيتين في عامي 2017 و2019. لقد فازوا بستة ألقاب متتالية في بطولة ACC وحصلوا على مجموع 79-7 في ذلك تمتد. كان فريق 2018 هو أول فريق يسجل 15-0 في موسم واحد منذ أكثر من 100 عام، وفاز في 29 مباراة متتالية من 1 سبتمبر 2018 إلى 13 يناير 2020، وهي واحدة من أطول سلسلة انتصارات في كرة القدم الجامعية تاريخ.

###### تقسيم بطولة كرة القدم (القسم I-AA سابقًا)
- ولاية يونجستاون (1991-1999): بقيادة المدرب جيم تريسيل. فاز YSU بأربع بطولات وطنية (1991، 1993، 1994، 1997) وظهر في ست مباريات للبطولات الوطنية في تسع سنوات.
- متسلقو جبال ولاية أبالاتشي (2005–2007): فاز متسلقو الجبال بثلاث بطولات وطنية متتالية (2005، 2006، 2007) تحت قيادة المدرب جيري مور قبل الانتقال إلى قسم كرة القدم الفرعي بعد موسم 2013.
- ولاية داكوتا الشمالية (2011 إلى الوقت الحاضر): بقيادة المدربين كريغ بوهل، كريس كليمان، ومات إنتز، فازت ولاية داكوتا الشمالية بـ 9 بطولات وطنية في 11 عامًا ( 2011، 2012، 2013، 2014، 2015، 2017، 2018، 2019، 2021) و10 ألقاب MVFC. خلال هذه الفترة، جمعوا رقمًا قياسيًا قدره 148-11 (931) والذي يتضمن سجل فاصلة 41-3، و17 و33 و39 سلسلة انتصارات متتالية. تعد البطولات التسع في 11 عامًا إنجازًا لم يتم تحقيقه على أي مستوى آخر في تاريخ كرة القدم الأمريكية الجماعية. ذهب فريق NDSU لعام 2019 إلى 16-0، وهو أول فريق يفعل ذلك منذ جامعة ييل في عام 1894.

###### القسم الثاني
- ولاية شمال غرب ميسوري من 1996 إلى 2016 بقيادة المدربين ميل تجيردسما والمدرب آدم دوريل. لقد ذهبوا إلى التصفيات كل عام ولعبوا في 10 مباريات من بطولة NCAA Division II الوطنية لكرة القدم في 98 و99 و05 و06 و07 و08 و09 و13 و15 و16. لقد فازوا بستة بطولات وطنية في أعوام 98 و99 و09 و13 و15 و16.
- جامعة ولاية جراند فالي، 2001-2009، بقيادة المدربين بريان كيلي وتشاك مارتن الأبطال في 2002، 2003، 2005، 2006، الوصيف في 2001 و 2009، سجل 102-8 خلال هذه الفترة.[145]

###### القسم الثالث
- أوغستانا (إلينوي)، 1983-1986– فاز أوغستانا بـ 4 ألقاب متتالية من عام 1983 إلى عام 1986.[146]
- ماونت يونيون، 1993 إلى الوقت الحاضر - فاز ماونت يونيون بـ 110 مباراة متتالية في الموسم العادي بين عامي 1994 و2005، وسجل 14 موسمًا عاديًا دون هزيمة، وفاز بـ 16 بطولة مؤتمرات أوهايو لألعاب القوى، وكان لديه أفضل سجل إجمالي في التسعينيات (120–7–1 .941). لقد فازوا ببطولات القسم الثالث في أعوام 1993، 1996، 1997، 1998، 2000، 2001، 2002، 2005، 2006، 2008، 2012، و2015 وظهروا في 19 مباراة في البطولة الوطنية منذ عام 1993.[147]
- ويسكونسن-وايتووتر، 2005-2014 - بقيادة المدرب لانس ليبولد، ظهر UW-Whitewater في سبع مباريات متتالية في بطولة القسم الثالث بين عامي 2005 و2011. لقد فازوا ببطولة القسم الثالث في أعوام 2007 و2009 و2010 و2011 و2013 و.[148]

###### نايا لكرة القدم
كلية كارول (مونتانا) في العقد الأول من القرن الحادي والعشرين (العقد) - 8 بطولات مؤتمرات فرونتير متتالية (2000 إلى 2007)، وست مباريات نصف نهائية وطنية متتالية (2000-2005)، وست بطولات NAIA الوطنية لكرة القدم في تسع سنوات (2002-2005، 2007، 2010).
بطولة Texas A&I 7 NAIA الوطنية في 11 عامًا، 1968-1979. 3 متتالية و5 في عقد السبعينيات: 1970-74-75-76-70. خسر مباراة فاصلة واحدة فقط في NAIA (لعبة البطولة الوطنية لعام 1968) أمام Boise State، وهو الآن فريق Bowl Subdivision.
كارسون نيومان 5 بطولات NAIA الوطنية في 7 سنوات، 1983–89. الفوز باللقب في 1983-86-88-89 بشكل مباشر وتعادل لقب 1984 مع وسط أركنساس.
بطولة لينفيلد 3 NAIA الوطنية في 6 سنوات، 1982–86؛ الفوز بها في 1982-84-86.
كلية وستمنستر (بنسلفانيا) 3 بطولات NAIA الوطنية في 8 سنوات، 1970–78 الفوز بها في 1970-77-78. كان أيضًا بطل NAIA في 1988-89-94.

### كأس رمادي
- جامعة تورنتو فارسيتي بلوز من 1909 إلى 1911 (ثلاث بطولات في ثلاث سنوات).[149][150]
- جامعة كوينز من 1920 إلى 1922 (ثلاث بطولات في ثلاث سنوات).[149][150]
- تورونتو أرغونوتس من 1945 إلى 1952 (خمس بطولات في ثماني سنوات).[149][150]
- إدمونتون إسكيمو من 1954 إلى 1956 (ثلاث بطولات في ثلاث سنوات).[149]
- وينيبيغ بلو بومبرز من 1958 إلى 1962 (أربع بطولات في خمس سنوات).[149][150]
- إدمونتون إسكيمو من 1975 إلى 1982 (ست بطولات في ثماني سنوات، بما في ذلك خمس بطولات متتالية).[149][150]

#### كأس فانير
- موستانج الغربية من 1974 إلى 1977 (ثلاث بطولات في أربع سنوات).[151]
- لافال روج وآخرون من 2003 إلى 2018 (تسع بطولات في 16 عامًا، بما في ذلك أحد عشر مباراة نهائية).[151][152][153]

###### كرة القدم الأمريكية الداخلية
- ديترويت درايف من 1988 إلى 1993 (أربع بطولات وست مباريات في ArenaBowl في ستة مواسم).[154]
- سيوكس فولز ستورم من 2004 إلى 2017 (10 بطولات و13 مباراة في البطولة في 14 موسمًا).[155]
- أريزونا راتليرز من 2011 إلى 2017 (ثلاث بطولات ArenaBowl، وخمس مشاركات في ArenaBowl وبطولة United Bowl واحدة في سبعة مواسم).[155][156]

## حدوات
آلان فرانسيس، 1993 إلى الوقت الحاضر؛ فاز بـ 14 بطولة من أصل 17 بطولة عالمية، اللاعب الوحيد الذي حقق أكثر من 90%.

## سباق الخيل
- قام بوب بافرت بتدريب اثنين من الفائزين بالتاج الثلاثي وخمسة فائزين آخرين في كنتاكي ديربي.
- مزرعة كالوميت ، 1941-1958. تم تربية وتسابق اثنين من الفائزين بـ Triple Crown وخمسة فائزين آخرين في كنتاكي ديربي .[38]
- أب مكوي ، 1996-2015. بطل الفارس 20 مرة في بريطانيا. الفائز بكأس شلتنهام الذهبية مرتين. فازت بشركة Grand National عام 2010 على متن سفينة Don't Push It . في عام 2010، أصبح الفارس الوحيد الذي حصل على لقب شخصية العام الرياضية في بي بي سي

## لهوكى الجليدى

### لنادي
دوري الهوكي الوطني
تعترف دوري الهوكي الوطني وقاعة مشاهير الهوكي رسميًا بتسعة فرق من السلالات:

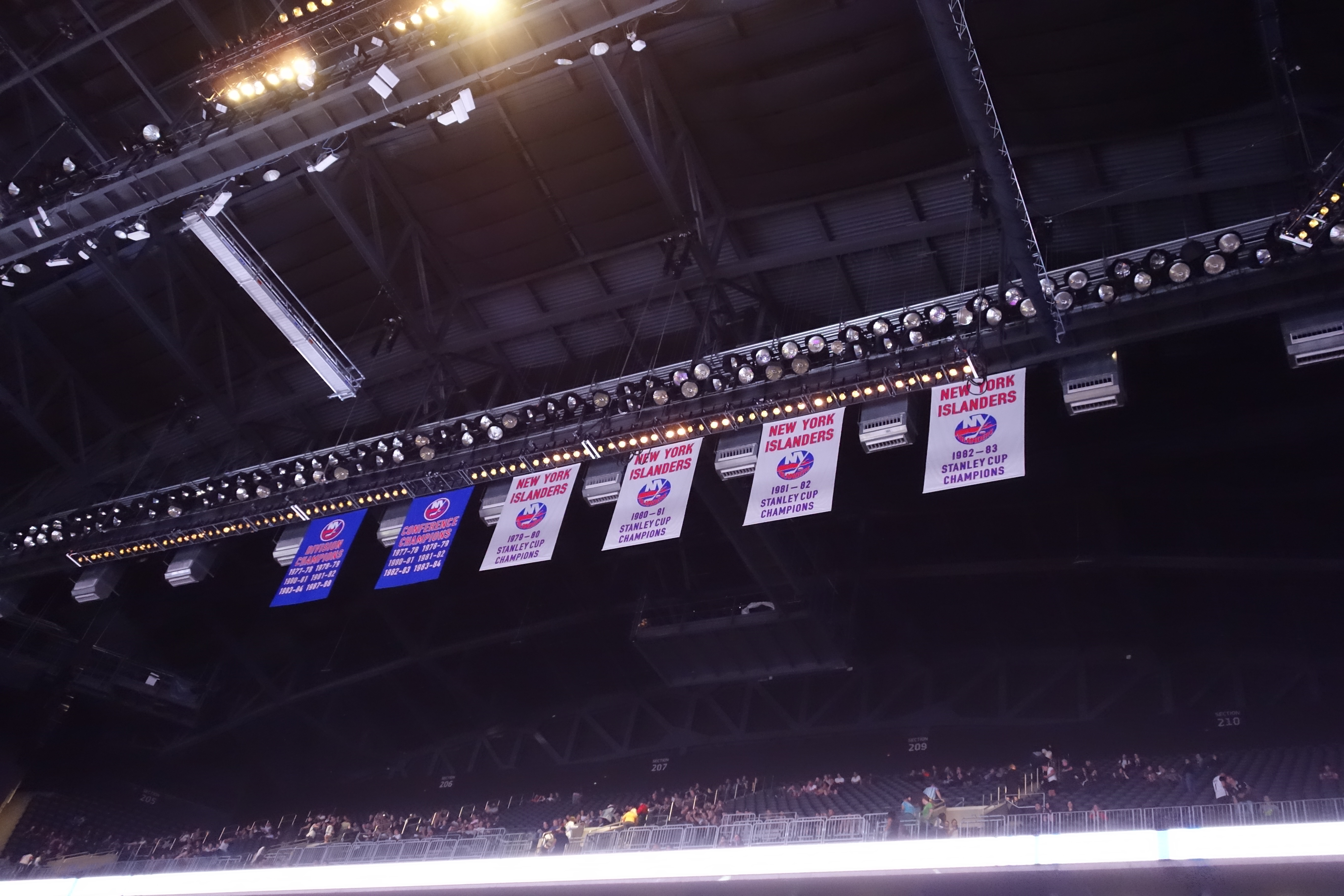
لافتات بطولة سكان جزر نيويورك من سلالة 1980 إلى 1984

- أعضاء مجلس الشيوخ في أوتاوا 1919-1927 (4 بطولات كأس ستانلي في 8 سنوات) 1920، 1921، 1923، 1927.
- تورونتو مابل ليفز 1946–1951 (4 كؤوس ستانلي في 5 سنوات) 1947–1949، 1951.
- ديترويت ريد وينغز 1949–1955 (4 كؤوس ستانلي في 6 سنوات و7 مرات متتالية في المركز الأول[163]) 1950، 1952، 1954، 1955.
- مونتريال كنديانز 1955–1960 (5 كؤوس ستانلي متتالية) 1956–1960.
- تورونتو مابل ليفز 1962–1967 (4 كؤوس ستانلي في 6 سنوات) 1962–1964، 1967.
- مونتريال كنديانز 1964–1969 (4 كؤوس ستانلي في 5 سنوات) 1965، 1966، 1968، 1969.
- مونتريال كنديانز 1975–1979 (4 كؤوس ستانلي متتالية) 1976–1979.
- سكان جزر نيويورك 1980-1984 (4 كؤوس ستانلي متتالية و19 فوزًا متتاليًا في سلسلة التصفيات) 1980-1984.
- إدمونتون أويلرز 1984–1990 (5 كؤوس ستانلي في 7 سنوات) 1984، 1985، 1987، 1988، 1990.

##### دوري الهوكي القاري
يُعرف دوري البطولة السوفيتية الآن باسم دوري الهوكي القاري.
- إتش سي سسكا موسكو: 32 لقبًا لدوري البطولة السوفيتية من عام 1946 إلى 1947 إلى 1988-1989، بما في ذلك جميع ألقاب البطولة باستثناء ستة من 1955 إلى 1989 و13 لقبًا على التوالي من 1977 إلى 1989.
- إتش سي دينامو موسكو: 1990-1993. أربع بطولات متتالية.

###### الرابطة العالمية للهوكي
وينيبيج جيتس (1972–1996) من 1976–79 (3 كؤوس عالم AVCO في 4 سنوات) 1976، 1978–1979.

### NCAA القسم الأول هوكي الجليد للرجال
- ميشيغان ولفرينز: 1948-1957، 6 بطولات ووصيف واحد في 10 بطولات.
- دنفر بايونيرز: 1958-1964، 3 بطولات ووصيفان في 7 بطولات.
- مينيسوتا جولدن غوفرز: 1974-1981، 3 بطولات ووصيفان في 8 بطولات. غالبية اللاعبين خلال هذه الفترة ينحدرون من ولاية مينيسوتا وكان ثمانية لاعبين أعضاء في فريق معجزة على الجليد الأمريكي عام 1980.
- بوسطن كوليدج إيجلز: 2006-2012، 3 بطولات ووصيفان في 7 بطولات.
- مينيسوتا-دولوث بولدوجز: 2011-حاليًا، 3 بطولات ووصيف واحد في 7 بطولات. تستمر هذه السلالة حاليًا مع فوز مينيسوتا دولوث بالبطولات الوطنية المتتالية في عامي 2018 و 2019؛ أول أبطال وطنيين لهوكي الجليد للرجال متتاليين منذ فوز جامعة دنفر بايونيرز في عامي 2004 و 2005.

#### NCAA القسم الأول هوكي الجليد للسيدات
مينيسوتا-دولوث بولدوجز: 2001-2010، 5 بطولات ووصيف واحد في 7 فروزن فور.

###### بطولة يو سبورتس لهوكي الجليد للرجال
ألبرتا جولدن بيرز لديها أكبر عدد من المشاركات النهائية (24) والبطولات (16) اعتبارًا من عام 2023، بما في ذلك الجولات المتتالية في 1979-1981، 1999-2000، 2005-2006، 2014-2015. تعني المشاركات النهائية الـ 24 أيضًا أن فريق الدببة قد فاز بمؤتمرهم (غرب كندا) أكثر من أي فريق آخر.

###### بطولة يو سبورتس لهوكي الجليد للسيدات
يتمتع هوكي الجليد في ألبرتا باندا بأكبر عدد من المشاركات النهائية (10) والبطولة (8) أ لعام 2023، بما في ذلك سلسلة من 5 بطولات في 6 سنوات (2002، 2003، 2004، 2006، و2007)

### بطولة العالم لهوكي الجليد للرجال
- كندا 1920-1962. فازت كندا بـ 19 (66٪) من بطولة العالم الـ 29 للاتحاد الدولي لهوكي الجليد (IIHF) من عام 1920 إلى عام 1962 وحصلت على ميداليات فضية في 6 بطولات أخرى (21٪) خلال نفس الفترة الزمنية. فازت كندا بميدالية بنسبة 90٪ في جميع بطولات العالم والبطولات الأولمبية خلال هذه الفترة. انسحبت كندا من المنافسة ضد لاعبي الاتحاد السوفيتي "الهواة الزائفين" في معظم السبعينيات.
- الاتحاد السوفيتي 1963-1990. هذا الامتداد هو الامتداد الأكثر هيمنة على الإطلاق في اللعب الدولي، حيث فاز السوفييت تقريبًا بكل بطولة عالمية وبطولة أولمبية بين عامي 1963 و1990 ولم يفشلوا أبدًا في الحصول على الميدالية في أي بطولة IIHF تنافسوا فيها. ومع ذلك، فإن هيمنتهم شابها الجدل حول استخدامهم للاعبين الممولين من الدولة، والتحايل على قواعد الهواة التي كانت معمول بها في ذلك الوقت.
- تشيكوسلوفاكيا 1976-1985. فاز التشيكوسلوفاكيون بـ 3 ميداليات ذهبية و 4 فضية في 8 بطولات.
- السويد 1986-1998. فازت السويد بـ 4 ميداليات ذهبية و 5 فضية في 12 بطولة.
- جمهورية التشيك 1999-2001. ثلاث بطولات عالمية متتالية.
- كندا 2003-2009. كان لدى كندا سلالة أخرى تمتد من عام 2003 إلى عام 2009 بعد أن فازت بثلاث ميداليات ذهبية و 3 فضية في 7 بطولات.
- روسيا 2008-2015. تم الاعتراف بروسيا من قبل الاتحاد الدولي لكرة القدم باعتبارها خليفة الاتحاد السوفييتي، وتم نقل تصنيف الاتحاد السوفييتي إلى روسيا، التي بدأت المنافسة دوليًا في عام 1993. شهد آخر امتداد لسلالة روسيا فوزهم بأربع ذهبيات وفضيتين في 8 بطولات.
- فنلندا 2019-2022. فازت فنلندا بثلاث ميداليات ذهبية وواحدة فضية في 4 بطولات كبرى متتالية. وتشمل هذه السلالة الفوز بالبطولة الأولمبية وبطولة العالم في نفس العام، والأخيرة على أرضها - وكلاهما إنجازان نادران للغاية. خلال الفترة الممتدة، فازت فنلندا بـ 31 مباراة من أصل 36، وخسرت مرة واحدة فقط في الوقت الأصلي (فازت بنسبة 86.11% من جميع المباريات و91.67% من مباريات الجولة الفاصلة)، وسمحت بتسجيل 51 هدفًا فقط في المجموع (GAA 1.416).[164][165]

### بطولة العالم لهوكي الجليد للسيدات
- كندا 1990-2007. فازت كندا بالميدالية الذهبية في 9 من أول 10 بطولات بما في ذلك أول 8 بطولات على التوالي.
- الولايات المتحدة 2008-2019. فازت الولايات المتحدة بالميدالية الذهبية في 8 من 9 بطولات بما في ذلك 5 على التوالي.

###### دورة الالعاب الاولمبية
فريق هوكي الجليد الوطني الكندي للسيدات: 2002-2014، أربع ميداليات ذهبية متتالية في 2002، 2006، 2010.

## التزلج على الجليد
- المتزلجون الثنائيون السوفيت والروس، 1965–2010.[38]

## لاكروس

### النادي

#### الرابطة الوطنية لرياضة الجامعات للرجال
فاز رجال دولة هوبارت بثلاثة عشر لقبًا وطنيًا من عام 1980 إلى عام 1993، بما في ذلك اثني عشر لقبًا متتاليًا من عام 1980 إلى عام 1991.

##### الرابطة الوطنية لرياضة الجامعات للسيدات
- فازت Maryland Terrapins بثمانية ألقاب وطنية من عام 1992 إلى عام 2001، وحصلت على سبعة ألقاب متتالية من عام 1995 إلى عام 2001 وأكملت أربعة مواسم غير مهزومة.[168]
- فازت Northwestern Wildcats بسبعة ألقاب وطنية من عام 2005 إلى عام 2012، وحصلت على خمسة ألقاب متتالية من عام 2005 إلى عام 2009، والوصيف الوطني في عام 2010، ولقبين آخرين في عامي 2011 و2012. أكمل نورث وسترن موسمين غير مهزومين في عامي 2005 و 2009.

## رياضة السيارات

### 24 ساعة لومان
فازت دراجات هوندا النارية بسبعة عشر سباقًا متتاليًا في باجا 1000 من عام 1997 إلى عام 2013.

#### رالي داكار
الإشارات إلى "الأحداث" بدلاً من "السنوات" ترجع إلى إلغاء الحدث في عام 2008.
- 1987-1996 حقبة الهيمنة الفرنسية حيث فازت بيجو وسيتروين بـ 8 ألقاب في 10 سنوات منها 5 على التوالي (1987-1991).
- 1992-2007 عصر ميتسوبيشي، الذي يتداخل مع العصر الفرنسي، شهد فوز ميتسوبيشي 11 مرة خلال 16 سنة منها 7 مرات متتالية (2001 -2007). ويمكن اعتبار أن هذا يعود إلى فوزهم الأول في عام 1985 حيث صعدوا إلى منصة التتويج وكان لديهم سيارات على كل منصة لمدة 22 عامًا باستثناء عامي 1990 و 1994.
- حقبة 2001 - 2019 KTM حيث فازوا بثمانية عشر راليًا متتاليًا في داكار، وحافظوا على منصات التتويج منذ ذلك الحين.[170][171][172]
- 2005 - 2015 ديسبريس - شهد عصر كوما أن الدراجين هما الفائزان الوحيدان في فئة الدراجات النارية لعشرة أحداث.
- كاماز / الهيمنة الروسية شهدت فوز الشركة المصنعة 18 مرة في 22 حدثًا مع فرقها الروسية. لقد حققوا 6 انتصارات متتالية (2017-2022) و5 (2002-2006)، وصعدوا على منصة التتويج في كل هذه الأحداث باستثناء عام 2001.

### السائقين
- فاز خوان مانويل فانجيو بخمس بطولات العالم لسائقي الفورمولا 1 بين عامي 1951 و 1957، بما في ذلك أربع بطولات متتالية من 1954 إلى 1957.[173]
- فاز مايكل شوماخر بسبع بطولات بين عامي 1994 و2004، بما في ذلك خمس بطولات متتالية مع فيراري من عام 2000 إلى عام 2004.[174]
- فاز سيباستيان فيتيل بأربع بطولات متتالية بين عامي 2010 و 2013.[175]
- فاز لويس هاميلتون بسبع بطولات للفورمولا 1 في الفترة من 2008 إلى 2020، منها 6 في 7 سنوات من 2014 إلى 2020. بالإضافة إلى ذلك، خدم هاميلتون في المركز الثاني مرتين في فترة الموسم الأحد عشر.[176]

#### فرق
- فاز فيراري بأربع بطولات للصانعين في الفورمولا 1 في خمسة مواسم بين عامي 1975 و1979، بما في ذلك ثلاث بطولات متتالية من 1975 إلى 1977.[177]
- فاز ماكلارين بستة ألقاب للصانعين في الفورمولا 1 في ثمانية مواسم بين عامي 1984 و1991، بما في ذلك أربع بطولات متتالية من 1988 إلى 1991.[177]
- فاز ويليامز بخمس بطولات للصانعين في الفورمولا 1 في ستة مواسم بين عامي 1992 و1997، بما في ذلك ثلاث بطولات متتالية من 1992 إلى 1994.[177]
- فاز فيراري بثماني بطولات للصانعين في الفورمولا 1 في عشرة مواسم بين عامي 1999 و2008، بما في ذلك ست بطولات متتالية من 1999 إلى 2004.[177]
- فازت ريد بول بأربع بطولات متتالية للصانعين في الفورمولا 1 من عام 2010 إلى عام 2013.[177]
- فازت مرسيدس بثماني بطولات متتالية للصانعين في الفورمولا 1 من 2014 إلى 2021.[177]

### الدراجين
- فاز جياكومو أغوستيني بـ 8 بطولات في 10 سنوات 1966-1975، منها 7 بطولات متتالية 1966-1972.
- فاز الدراجون الأمريكيون بـ 13 بطولة من أصل 16 في موسم 1978-1993.
- فاز ميك دوهان بخمس بطولات متتالية 1994-1998.
- فاز فالنتينو روسي بـ 7 بطولات في 9 سنوات 2001-2009، بما في ذلك 5 بطولات متتالية 2001-2005.
- فاز مارك ماركيز بـ 6 بطولات في 7 سنوات 2013-2019، منها 4 متتالية 2016-2019.

###### الشركات المصنعة
كان ام في أغستا بطل العالم للبناة 16 مرة خلال 18 عامًا من 1956 إلى 1973.

###### ناسكار
- فازت شيفروليه منذ عام 1958 بـ 35 بطولة من أصل 54 (64.8٪) لبطولات ناسكار.[178]
- حصلت Hendrick Motorsports على خطين من أربع بطولات متتالية أو أكثر ولديها 15 بطولة ناسكار بشكل عام. فازت العمليات المشتركة لفرق الأعمال والأقمار الصناعية بستة بطولات متتالية منذ عام 2006.[179]
- فاز لي بيتي بثلاث بطولات في أعوام 1954 و1958 و1959.
- فاز ريتشارد بيتي بسبع بطولات في الأعوام 1964، 1967، 1971، 1972، 1974، 1975، و1979. كما فاز برقم قياسي بلغ 200 سباق.
- فاز ديفيد بيرسون بثلاث بطولات في أعوام 1966 و1968 و1969.
- فاز كال ياربورو بثلاث بطولات متتالية في أعوام 1976 و1977 و1978.
- فاز ديل إيرنهاردت الأب بسبع بطولات في أعوام 1980 و1986 و1987 و1990 و1991 و1993 و1994.
- فاز داريل والتريب بثلاث بطولات في أعوام 1981 و1982 و1985.
- فاز جيف جوردون بأربع بطولات في الأعوام 1995 و1997 و1998 و2001.
- فاز جيمي جونسون بسبع بطولات، بما في ذلك خمس بطولات متتالية في أعوام 2006 و2007 و2008 و2009 و2010 و2013 و2016.

###### بطولة العالم للراليات
- فاز تومي ماكينن بأربع بطولات متتالية للسائقين من عام 1996 إلى عام 1999.
- سيباستيان لوب من 2004 إلى 2012 فاز بتسع بطولات متتالية للسائقين. 78 فوزًا في الرالي من 2002 إلى 2013.[180]
- فاز سيباستيان أوجييه بـ 8 بطولات للسائقين من 2013 إلى 2021، بما في ذلك 6 ألقاب متتالية من 2013 إلى 2018.

## اتحاد رغبي

### الأندية

#### دوري الرغبي الإنجليزي والدوري الممتاز
- ليدز من 2007 إلى 2012 (خمس بطولات الدوري في ست سنوات: 2007-2009، 2011-2012).
- ويجان من 1984 إلى 1985 إلى 1995–96 (سبع بطولات دوري متتالية، ثمانية بشكل عام: 1986–87، 1989–90 إلى 1995–96 ثمانية كؤوس تحدي متتالية، تسعة بشكل عام: 1984–85، 1987–88 إلى 1994–95؛ سبعة ألقاب ملكية وثلاث كؤوس تحدي العالم للأندية: 1987، 1991، 1994).

##### دوري الرغبي الوطني
- بالمان من 1915 إلى 1920 (خمس بطولات الدوري الممتاز في ست سنوات: 1915-1917، 1919-1920).
- بالمان من 1939 إلى 1948 (أربع مرات رئاسة الوزراء، 1939، 1944، 1946، 1947 من ست مشاركات نهائية كبرى).
- جنوب سيدني من 1923 إلى 1932 (سبع بطولات للرئاسة في ثمانية مواسم 1925-1929، 1931-1932 الوصيف: 1923-1924).
- الضواحي الشرقية من 1934 إلى 1938 (خمس نهائيات كبرى متتالية؛ ثلاث بطولات الدوري الممتاز متتالية: 1935-1937).
- جنوب سيدني من 1949 إلى 1955 (سبع نهائيات كبرى متتالية؛ خمس بطولات الدوري الممتاز: 1950-1951، 1953-1955).
- جنوب سيدني من 1967 إلى 1971 (أربعة ألقاب للوزراء من خمس مشاركات نهائية كبرى).
- سانت جورج من 1956 إلى 1966 (أحد عشر لقبًا متتاليًا للرئاسة).
- باراماتا من 1981 إلى 1986 (أربعة ألقاب للوزراء من خمس مشاركات نهائية كبرى بما في ذلك ثلاثة ألقاب للوزراء على التوالي، 1981، 1982 و1983).
- بنريث من 2020 إلى 2023 (ثلاثة ألقاب للوزراء من أربع مشاركات نهائية كبرى بما في ذلك ثلاث ألقاب للوزراء على التوالي، 2021، 2022 و2023).

###### دولي
منتخب أستراليا لدوري الرجبي 1972–2005 أبطال كأس العالم لدوري الرجبي في 7 بطولات متتالية من عام 1975 إلى عام 2000، لم يخسروا أبدًا سلسلة اختبار لمدة 33 عامًا متتاليًا.

###### الطريق السريع (أستراليا)
فازت كوينزلاند في الفترة من 2006 إلى 2017 بـ 11 سلسلة، بما في ذلك 8 سلسلة متتالية من سلسلة State of Origin من 2006 إلى 2013.

## اتحاد الركبي

### الأندية
- تولوزيان 1994-2005، فازوا بستة مراكز من بين الـ14 الأوائل بين عامي 1994 و2001 وفازوا بكأس هاينكن الأول في عام 1996. فاز تولوز بلقبين أوروبيين آخرين في عامي 2003 و2005 ليصبح الفريق الأوروبي الأكثر نجاحًا بأربعة ألقاب.
- الصليبيون 1998-2008 (2017 إلى الوقت الحاضر)، وصلوا إلى 17 نهائي سوبر رجبي، فازوا بـ 13 منها (بما في ذلك لقبين محليين متأثرين بكوفيد-19 في عامي 2020 و2021).[182]
- لينستر 2008-2012، أبطال كأس هاينكن 2009، 2011، 2012.
- تولون (2013-2015)، أول فريق على الإطلاق يفوز بثلاث بطولات أوروبية متتالية للأندية - آخر كأسين من كأس هاينكن في عامي 2013 و 2014، والنسخة الافتتاحية لكأس أبطال الرجبي الأوروبي في عام 2015.[183]

#### جامعية
- فاز فريق الرجبي للرجال في جامعة بولينج جرين ستيت بـ 34 بطولة متتالية لمؤتمر منتصف أمريكا (MAC) منذ عام 1982 (تم الفوز ببطولتين في عام واحد عندما تحول الموسم من الربيع إلى الخريف).
- كاليفورنيا جولدن بيرز للرجبي، 1980–2017 فاز فريق Golden Bears بـ 33 بطولة منذ أن بدأت البطولة الوطنية الجماعية للرجبي في عام 1980. تولى جاك كلارك، المدرب الحالي وخريج كال، قيادة الفريق في عام 1984، وحقق نجاحًا طويل الأمد، حيث قاد فريق الدببة إلى 28 لقبًا وطنيًا، بما في ذلك اثنتا عشرة بطولة متتالية من عام 1991 إلى عام 2002، وخمسة ألقاب متتالية أخرى من عام 2004 إلى عام 2008، والبطولات الخلفية. الألقاب المتتالية في الأعوام من 2010 إلى 2011 ومن 2016 إلى 2017.

## سباحة

### جامعية
- فازت جامعة إنديانا بستة بطولات متتالية للرابطة الوطنية لرياضة الجامعات (NCAA) من عام 1968 إلى عام 1973 في السباحة والغطس للرجال. كما احتل فريق Hoosiers المركز الثاني في NCAA خمس مرات في 1964–66 و1974–75، والثالث في 1967، والرابع (مرتين) في 1976–77. يبلغ إجمالي هذا 14 عامًا متتاليًا أنهت إنديانا في المراكز الأربعة الأولى في البلاد. من عام 1961 إلى عام 1985، فاز فريق Hoosiers بـ 23 بطولة من أصل 25 بطولة Big Ten (كل عام باستثناء 1981–82) بما في ذلك 20 بطولة على التوالي من عام 1961 إلى عام 1980. أولمبي مارك سبيتز، الذي فاز بسبع ميداليات ذهبية وسجل سبعة أرقام قياسية عالمية في أولمبياد 1972، كان عضوًا في فرق بطولة NCAA 1969–72.
- حصلت جامعة أوبورن على 13 بطولة NCAA في السباحة والغوص، ثمانية لفريق الرجال وخمسة لفريق السيدات خلال فترة ثلاثة عشر عامًا من عام 1997 إلى عام 2009. خلال تلك الفترة، فاز رجال نمور أوبورن بخمس بطولات وطنية متتالية وفازت النساء بثلاث بطولات وطنية متتالية. في مؤتمر الجنوب الشرقي (SEC)، حصل رجال أوبورن على 16 لقبًا متتاليًا للفريق بين عامي 1997 و2012 بينما حصلت السيدات على خمس بطولات غير متتالية في مؤتمر الجنوب الشرقي. فاز سباحون أوبورن بـ 18 ميدالية في دورة الألعاب الأولمبية الصيفية لعام 2008، أكثر من العديد من البلدان.[184]

#### المدرسة الثانوية
فاز فريق السباحة للفتيات في كارمل بولاية إنديانا برقم قياسي وطني يبلغ 33 لقبًا لفريق الولاية، بما في ذلك اللقب الذي تم إحرازه في عام 1982، وأيضًا 32 لقبًا لفريق الولاية على التوالي من عام 1985 إلى عام 2017، مما يجعله أفضل برنامج رياضي للمدارس الثانوية على الإطلاق في دولة. أدى فوزهم في عام 2015 إلى كسر التعادل مع فريق السباحة للأولاد في هونولولو بوناهو، الذي فاز بـ 29 فوزًا على التوالي من عام 1958 إلى عام 1986.
فازت مدرسة ماونت أنتوني يونيون الثانوية في بينينجتون بولاية فيرمونت ببطولة ولاية فيرمونت لمدة 34 عامًا متتاليًا، وفقًا لهذا المقال في Bennington Banner اعتبارًا من 26 فبراير 2023.

## تنس

### الفردي
- روجر فيدرر، 2004-2007، قضى 237 أسبوعًا متتاليًا باعتباره المصنف الأول عالميًا. فاز بـ 11 من 20 لقبًا رئيسيًا خلال هذه الفترة.
- نوفاك ديوكوفيتش، 2011 إلى الوقت الحاضر. منذ بداية عام 2011، فاز ديوكوفيتش بـ 19 بطولة كبرى، وقضى 347 أسبوعًا (والعد في ازدياد) في المركز الأول عالميًا (رقم قياسي)، وأنهى العام في المركز الأول رقمًا قياسيًا 7 مرات، وعزز رقمًا قياسيًا إيجابيًا في المواجهات المباشرة. ضد منافسيه الرئيسيين، روجر فيدرر ورافائيل نادال.

#### مسابقات الفريق
- منتخب أستراليا لكأس ديفيز، 1950–1967.[38]
- فاز فريق التنس للرجال في كلية كالامازو بـ 77 بطولة متتالية لاتحاد ميشيغان الرياضي بين الكليات (1936-2015) مع رقم قياسي بلغ 426-2 في MIAA من عام 1935 إلى عام 2007[189] فاز كالامازو بسبع بطولات وطنية NCAA Division III وشارك في 25 مباراة متتالية في بطولة NCAA I.

## الكرة الطائرة
- فاز فريق NCAA Division I للكرة الطائرة للسيدات في ولاية بنسلفانيا Nittany Lions بأربع بطولات وطنية متتالية من عام 2007 إلى عام 2010، بما في ذلك موسمين مثاليين في عامي 2008 و2009، ثم تكرر فريق Nittany Lions في عامي 2013 و2014، ليصبح بذلك ست بطولات في ثماني سنوات و سبعة ألقاب إجمالية مع اللقب الأول في عام 1999؛ وبطولات Big Ten Conference من 2003 إلى 2010 و2013 و2014.
- استحوذ فريق الكرة الطائرة النسائي بجامعة كونكورديا (سانت بول) على بطولة NCAA Division II في سبعة مواسم متتالية - وهو برنامج الكرة الطائرة NCAA الوحيد الذي حقق هذا الإنجاز على مستويات القسم الأول أو الثاني. إجمالي ألقابهم السبعة في الكرة الطائرة هو أكثر من أي برنامج آخر أيضًا، حيث يعود تاريخ هذه الرياضة إلى عام 1980، على مستوى القسم الثاني للسيدات. مدربهم الرئيسي، برادي ستاركي، يفتخر بسجل إجمالي 306-26 (.926) مما يجعله مدرب الكرة الطائرة الأكثر نشاطًا في الرابطة الوطنية لرياضة الجامعات (NCAA) في أي قسم من حيث النسبة المئوية الإجمالية. لقد قاموا أيضًا بتنظيم 9 بطولات متتالية لمؤتمر Northern Sun Intercollegiate Conference (من 2003 إلى 2011) بما في ذلك 6 حملات مؤتمرات غير مهزومة.[190]
- كان فريق الكرة الطائرة للسيدات NCAA Division III بجامعة واشنطن في سانت لويس أول فريق للكرة الطائرة يفوز بستة بطولات وطنية متتالية، من عام 1991 إلى عام 1996. لقد فازوا بما مجموعه 10 بطولات NCAA، بما في ذلك 26 ظهورًا متتاليًا في بطولة البطولة التي يعود تاريخها إلى عام 1987، وهو أكبر عدد من أي برنامج على أي مستوى.[191]

## مصارعة
- رعاة البقر في جامعة ولاية أوكلاهوما على المستوى الوطني، فاز فريق رعاة البقر بـ 34 لقبًا لفريق الرابطة الوطنية لرياضة الجامعات (NCAA)، وتوجوا بـ 141 بطلًا فرديًا للرابطة الوطنية لرياضة الجامعات (NCAA)، وحصلوا على 450 جائزة شرف في عموم أمريكا. على مستوى المؤتمرات، فازت جامعة ولاية أوهايو بـ 51 لقب دوري كفريق، واتحد مصارعو رعاة البقر للفوز بـ 277 بطولة مؤتمرات فردية.[192] كانت آخر سلسلة من سلالات رعاة البقر هي أربعة على التوالي من عام 2003 إلى عام 2006.
- جامعة آيوا هوكي لديها 24 بطولة NCAA. تمتد السلالات من عام 1975 إلى عام 1986 (11 بطولة NCAA في 12 عامًا)، ومن 1991 إلى 2000 (9 بطولات NCAA في 10 سنوات) وثلاث بطولات وطنية متتالية من 2008 إلى 2010. حصلت ولاية أيوا أيضًا على سلسلة من 25 بطولة متتالية لبطولات مؤتمرات Big Ten من عام 1974 إلى عام 1998.[193]
- فازت جامعة ولاية بنسلفانيا Nittany Lions بأربع بطولات متتالية لفريق NCAA من عام 2011 إلى عام 2014 ثم فازت بأربعة ألقاب متتالية مرة أخرى من عام 2016 إلى عام 2019 ليحقق ثمانية ألقاب في تسع سنوات. قادهم. المدرب الرئيسي كايل ساندرسون، البطل ثلاث مرات إد روث، والبطل مرتين بالإضافة إلى الفائز مرتين بكأس دان هودج ديفيد تايلور.[194]

## السلالات المعنية
تتعلق معظم الخلافات حول السلالات بالفرق التي هيمنت داخل مؤتمر أو قسم، لكنها إما فشلت في الفوز بالبطولات أو نادرًا ما فازت بالبطولات. يتفاقم هذا في NCAA Football Bowl Subdivision (المعروف سابقًا باسم Division IA)، حيث يتم تحديد البطل الوطني، جزئيًا على الأقل، عن طريق الاستطلاع وليس من خلال البطولة.
- أتلانتا بريفز من عام 1991 إلى عام 2005. لقد فازوا بـ 14 لقبًا على التوالي، وسجلوا رقمًا قياسيًا في ثماني مباريات في الدوري الوطني لكرة القدم الأمريكية، وفازوا بخمسة أعلام في الدوري الوطني لكرة القدم الأمريكية خلال التسعينيات. ومع ذلك، لم يتمكنوا من الفوز سوى ببطولة عالمية واحدة في عام 1995.
- فاز فريق بافالو بيلز بأربع بطولات متتالية للاتحاد الآسيوي لكرة القدم في الفترة من 1990 إلى 1993، وهو الفريق الوحيد الذي فعل ذلك على الإطلاق، ولهذا السبب يعتبرون في بعض الأحيان سلالة حاكمة. ومع ذلك، فقد خسروا مباراة السوبر بول أربع مرات؛ تداخلت هيمنة بيلز في الاتحاد الآسيوي لكرة القدم جزئيًا مع سلالة دالاس كاوبويز.
- ديترويت ريد وينغز في منتصف التسعينيات وحتى أواخر العقد الأول من القرن الحادي والعشرين. على الرغم من عدم إدراجه رسميًا من قبل NHL كسلالة، فاز فريق Red Wings بأربعة كؤوس ستانلي في أحد عشر موسمًا1997، 1998، 2002، 2008 وذهب إلى نهائيات كأس ستانلي ست مرات في أربعة عشر موسمًا 1995، 1997، 1998، 2002. و 2008 و 2009. كان لدى Red Wings أفضل سجل للفريق خلال التسعينيات والعقد الأول من القرن الحادي والعشرين، حيث جمع أكبر عدد من النقاط مقارنة بأي امتياز خلال كل عقد. فازت ديترويت بكأس الرؤساء لأفضل سجل موسم عادي في NHL في أعوام 1995 و1996 و2002 و2004 و2006 و2008، حيث فازت جميعها بالقسم ثلاث عشرة مرة خلال هذه الفترة. تأهل فريق Red Wings إلى التصفيات في 25 موسمًا متتاليًا من عام 1991 حتى عام 2016.
- لم يتم أيضًا إدراج فريق شيكاغو بلاك هوكس في أوائل عام 2010 رسميًا من قبل NHL باعتباره سلالة، لكنه فاز بثلاثة كؤوس ستانلي في ستة مواسم (2010 و2013 و2015)، بالإضافة إلى كأس الرؤساء في عام 2013 واعتراف NHL باعتباره فريقهم. "امتياز العقد" لعام 2010. عندما تم تقديم كأس ستانلي الثالث لهم في عام 2015، أشار مفوض NHL غاري بيتمان بالعامية إلى الفريق على أنه "سلالة" أيضًا.
- منتخب إنجلترا الوطني لاتحاد الرجبي 1991–2003، 7 بطولات أمم خماسية أو ستة، أربع بطولات كبرى، كأس العالم 2003. بينما كانت إنجلترا هي الفريق المتميز في أوروبا في التسعينيات، إلا أنها لم تتمكن من الاختراق والفوز بكأس العالم حتى عام 2003، وخسرت أمام أستراليا في نهائي عام 1991 وفشلت في تقديم نفس الأداء في عامي 1995 و1999. بالإضافة إلى ذلك، عانت إنجلترا للتغلب على الفرق الرائدة في نصف الكرة الجنوبي، سبرينغبوكس ونيوزيلندا أول بلاكس حتى عامي 2000 و2002 على التوالي، مع وصول الفريق إلى ذروته من عام 2002 إلى أوائل عام 2004، تحت قيادة كلايف وودوارد، قبل التراجع البطيء والطويل، الذي ينذر بالشمال. الانقسام الجنوبي في لعبة الركبي الذي أصبح هو القاعدة منذ منتصف العقد الأول من القرن الحادي والعشرين.
- سان أنطونيو سبيرز من 1999 إلى 2014 بقيادة تيم دنكان. (خمس بطولات الدوري الاميركي للمحترفين (1999، 2003، 2005، 2007، 2014) في ستة عشر موسمًا، ستة ألقاب في المؤتمر الغربي، أحد عشر بطولة قسم، وسبعة عشر مباراة فاصلة متتالية من عام 1998 إلى عام 2014، مع نسبة فوز 0.705 خلال تلك الفترة، وهي أعلى نسبة في أي من الرياضات الأمريكية الأربع الكبرى) يعتبرون سلالة من قبل البعض، ولكن ليس من قبل البعض الآخر لأنهم لم يفوزوا بألقاب متتالية.
- عمالقة سان فرانسيسكو: من 2010 إلى 2014. بقيادة المدير بروس بوشي، باستر بوسي، ماديسون بومغارنر، بابلو ساندوفال وهنتر بنس. فاز العمالقة بثلاث بطولات عالمية في فترة 5 سنوات (2010 و2012 و2014). إنهم فقط فريق NL الثاني على الإطلاق، منذ الأربعينيات من القرن الماضي سانت لويس كاردينالز، الذي يفعل ذلك. ومع ذلك، على الرغم من فوزهم بثلاث بطولات، فإن البعض لا يعتبر العمالقة سلالة لأنهم لم يفوزوا بألقاب متتالية ولم يشاركوا حتى في التصفيات في الأعوام ما بين (2011 و2013، حيث سجلوا رقماً قياسياً خاسراً).
- كرة القدم بجامعة جنوب كاليفورنيا، 2002-2005 - بطولتان وطنيتان متتاليتان AP (2003 و2004)، وظهور في لعبة البطولة الوطنية لعام 2005، وسبعة ألقاب متتالية في لعبة Pac-10، وستة انتصارات كبرى في سبع سنوات (روز: 2003 و2007- 2009، أورانج: 2004 و 2005)، وحافظت على سلسلة انتصارات مكونة من 34 مباراة من 2003 إلى 2005. ومع ذلك، اضطرت جامعة جنوب كاليفورنيا إلى إخلاء فوزين من موسم 2004 بما في ذلك فوز Orange Bowl وبطولة BCS الوطنية، وكلها انتصارات من 2005 الموسم، وألقاب Pac-10 من كلا الموسمين نتيجة لانتهاكات القواعد التي تنطوي على النجم الذي يركض للخلف ريجي بوش.
- واشنطن رد سكينز 1982-1992، بقيادة المدرب الرئيسي جو جيبس ومع الركض للخلف جون ريجينز والخنازير، خاض فريق Redskins سبع مباريات فاصلة وفاز بثلاث من مبارياتهم الأربع في Super Bowl على مدار عقد من الزمن. ومع ذلك، بمجرد تقاعد جيبس، لم يعد Redskins أبدًا إلى Super Bowl وكان آخر ظهور لهم هو Super Bowl XXVI والسبب الأكثر منطقية لعدم اعتبارهم سلالة حاكمة في ذلك الوقت كان بسبب حقيقة أن الـ 49ers قد طغى عليهم. سلالة حاكمة.
- هيوستن أستروس: من 2017 إلى الوقت الحاضر. تحت ملكية جيم كرين وبقيادة لاعبين مثل خوسيه ألتوف، وجاستن فيرلاندر، وأليكس بريجمان، فاز فريق أستروس بستة ألقاب في أل ويست في سبعة مواسم، ولعب في ALCS وهو رقم قياسي سبع سنوات متتالية، وفاز بأربعة ألقاب أل بينانت و لقبين عالميين. على الرغم من ملاحظة اتساقهم العالي داخل الدوري الأمريكي، إلا أن العديد من مشجعي البيسبول يناقشون ما إذا كان هذا الفريق سلالة بسبب فضيحة سرقة علامة هيوستن أستروس، حيث فاز الفريق بلقبين فقط في بطولة العالم يفصل بينهما خمسة مواسم، ولأن خمسة لاعبين فقط كانوا في كلا فريقي البطولة.
- أوكلاند / لوس أنجلوس رايدرز: 1967–85. لم يتمتع أي فريق من اتحاد كرة القدم الأميركي بنجاح أكثر اتساقًا من فريق Raiders خلال هذه الفترة. خلال هذه الفترة التي استمرت 17 عامًا، فاز فريق Raiders بـ 11 لقبًا في القسم، وحصل على 15 مكانًا في التصفيات، وحصل على لقب واحد في دوري كرة القدم الأمريكية وثلاثة ألقاب سوبر بول. استحوذ فريق '76 Raiders على أول لعبة Super Bowl للامتياز بعد أن حقق 13-1 خلال الموسم العادي. ثم قاموا بعد ذلك بتفكيك حامل اللقب ستيلرز مرتين في مباراة لقب الاتحاد الآسيوي قبل هزيمة الفايكنج في Super Bowl XI. بعد أربع سنوات، ساعد المدرب توم فلوريس ولاعب الوسط جيم بلونكيت فريق Raiders على أن يصبح أول فريق يفوز بلقب Super Bowl كفريق وايلد كارد. قام فريق '83 Raiders ، بقوة الركض للخلف Marcus Allen و Cornerbacks Lester Hayes و Mike Haynes ، بإمساك هجوم واشنطن القياسي بهبوط واحد فقط في فوز Raiders 38-9 في Super Bowl XVIII.

## ملحوظات
تم إلغاء موسمي 1916 و 1917 VFA بسبب الحرب العالمية الأولى
دوري كرة القدم عملياته بين عامي 1939-1940 و1945-1946 بسبب الحرب العالمية الثانية وصعوبات التخطيط في أعقابها.
طلق عليها أيضًا اسم Tripletta Tricolore ، ويعتبر الاتحاد الإيطالي لكرة القدم (FIGC) كأس السوبر الوطني من الناحية القانونية بمثابة منافسة موسمية في تقويم المباريات الرسمية الخاصة به.
تسبب غزو الحلفاء لإيطاليا في إيقاف الدوري الإيطالي لكرة القدم بين عامي 1943 و1944 و1945–46، على الرغم من أن الدوري الإيطالي لعام 1946 يعتبر رسميًا.